# Алексеев, Михаил Васильевич
Михаи́л Васи́льевич Алексе́ев (3 [15] ноября 1857, Вязьма — 25 сентября [8 октября] 1918, Екатеринодар) — русский военачальник. Участник русско-турецкой (1877—1878) и русско-японской (1904—1905) войн, в годы Первой мировой войны — начальник штаба армий Юго-Западного фронта, главнокомандующий армиями Северо-Западного фронта, начальник штаба Верховного главнокомандующего (с августа 1915 года). Генерального штаба генерал от инфантерии (24 сентября 1914 года), генерал-адъютант (10 апреля 1916 года). Во время Февральской революции выступил за отречение Николая II от престола. 
Активный участник Белого движения в годы Гражданской войны в России, один из создателей и Верховный руководитель Добровольческой армии.

## Биография

### Ранние годы
Родился 3 (15) ноября 1857 года в семье бывшего солдата сверхсрочной службы, выслужившегося в фельдфебели, а потом и в офицеры, участника Севастопольской обороны майора Василия Алексеевича Алексеева (умер после 1896 г.). Окончил Тверскую классическую гимназию. В 1873 году поступил вольноопределяющимся во 2-й гренадерский Ростовский полк. В 1876 году был выпущен  из Московского пехотного юнкерского училища портупей-юнкером (подпрапорщик) в 64-й пехотный Казанский полк; 1 декабря 1876 года произведён в первый офицерский чин — прапорщика.

### Служба в Русской императорской армии

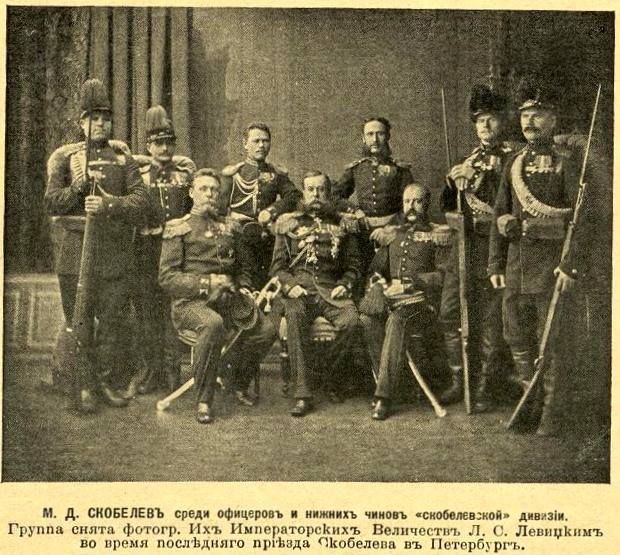
Генерал Скобелев со своими сослуживцами. М. В. Алексеев стоит за правым плечом Скобелева. Фотография С. Л. Левицкого

Участвовал в Русско-турецкой войне 1877—1878 годов в составе отряда генерала М. Д. Скобелева, у которого одно время был ординарцем. Во время осады Плевны был ранен. В январе 1881 года получил чин поручика «за отличие», а в мае 1883 года — чин штабс-капитана, также с формулировкой «за отличие». В 1885—1887 годах командовал ротой.
В 1887 году поступил в Николаевскую академию Генерального штаба, которую окончил в 1890 году по 1-му разряду, первым по успехам, получив Милютинскую премию (в дальнейшем с 1898 года был профессором указанной академии). В этом же году был произведён в капитаны.
С 1890 года — старший адъютант 1-го армейского корпуса. В 1894 году был произведён в подполковники, перешёл на службу в Главный штаб, где занимал должности младшего, а затем старшего делопроизводителя канцелярии Военно-учёного комитета.
М. К. Лемке вспоминал:
У Алексеева, очень не любившего «штатов», был всего один писарь Завьялов, но он сам все делал и писал, а Завьялов мог прирабатывать у нотариуса Андреева, получая от штаба 120 р. в год наградных, и благословлял своего начальника. Алексеев никогда ни с кем особенно не дружил, но со всеми был в добрых отношениях. Каким он был тогда, таков он и теперь — никакой перемены, та же простота.
Одновременно с 1898 года экстраординарный, с 1901 года — ординарный, с 1904 года — заслуженный профессор кафедры истории русского военного искусства Николаевской военной академии.
Б. В. Геруа писал о преподавательской деятельности М. В. Алексеева:

Алексеев был коллегой Мышлаевского и читал курс, относившийся к эпохам Елизаветы и Екатерины II. Лектор он был плохой, привести в законченный вид и напечатать свой курс не имел времени, но практическими занятиями руководил превосходно, а на войне показал себя недюжинным стратегом.

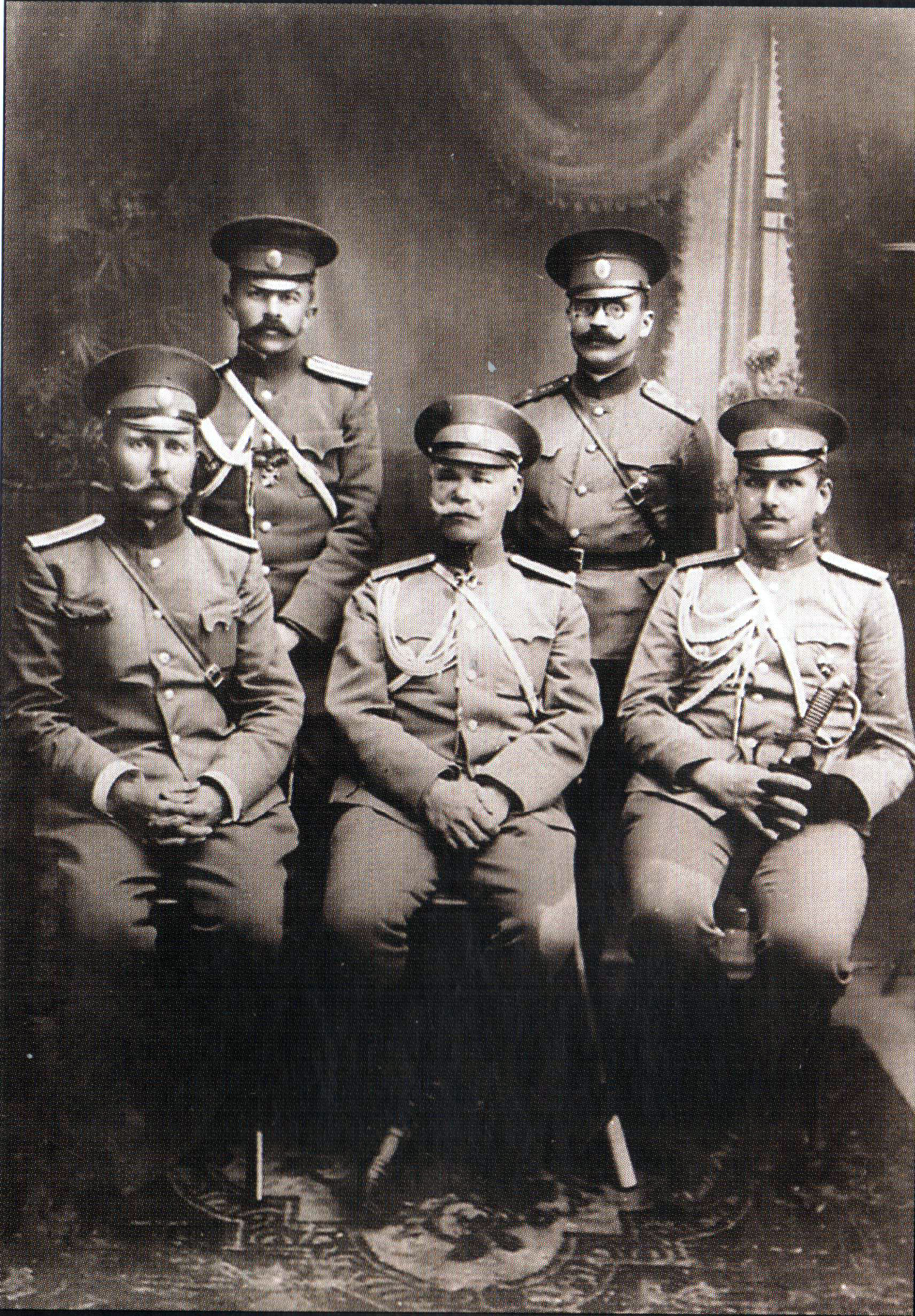
Начальник штаба Киевского военного округа генерал-лейтенант М. В. Алексеев (в центре) с подчинёнными. Не позже 1912 года. Слева на заднем плане М. К. Дитерихс

С августа 1900 года Алексеев — начальник отделения генерал-квартирмейстерской части Главного штаба. В марте 1904 года был произведён в Генерального штаба генерал-майоры со старшинством с 30 октября 1904 года. 
Во время Русско-японской войны — генерал-квартирмейстер 3-й Маньчжурской армии. За боевые отличия был награждён Золотым оружием с надписью «За храбрость» (1906).
С сентября 1906 года — обер-квартирмейстер Главного управления Генерального штаба, с августа 1908 года — начальник штаба Киевского военного округа. В октябре 1908 года был произведён в генерал-лейтенанты «за отличие». С июля 1912 по июль 1914 командовал 13-м армейским корпусом.
В Первую мировую войну состоял начальником штаба армий Юго-Западного фронта (с 19 июля 1914 года), затем с 17 марта 1915 года — главнокомандующим армиями Северо-Западного фронта. 6 сентября 1914 года был пожалован орденом Святого Георгия 4-й степени с формулировкой:
За мужество и деятельное участие в подготовке успехов армий Юго-Западного фронта, увенчавшихся занятием Львова 21 Августа 1914 года и оттеснением неприятельских сил за реку Сан.
24 сентября 1914 года произведён в генералы от инфантерии «за боевые отличия». Весной 1915 года именно Алексеев руководил чрезвычайно трудным отступлением русских армий на восток через Польшу и Литву под постоянным напором неприятеля — так называемым «Великим Отступлением». С 4 августа 1915 года — главнокомандующий армиями Западного фронта.
После того, как император Николай II принял на себя обязанности Верховного главнокомандующего, Алексеев 18 августа 1915 года был назначен начальником штаба Верховного главнокомандующего.

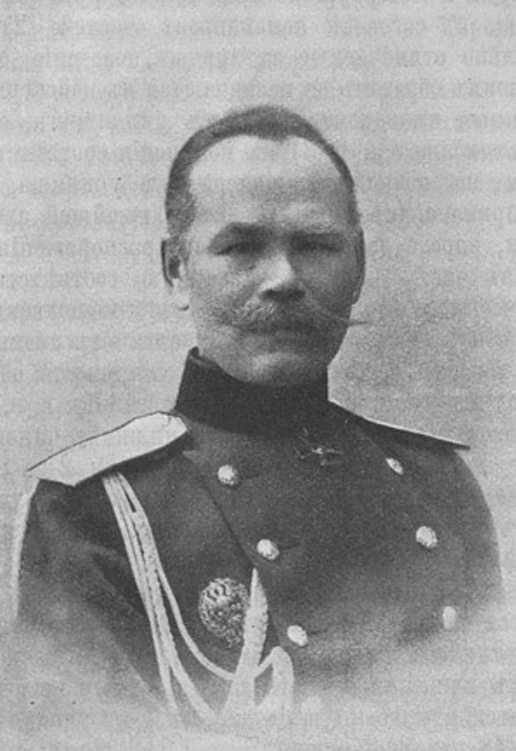
Генерал Алексеев, 1914 г.

По какой именно причине выбор пал на Алексеева, видно из двух писем Н. Н. Янушкевича к В. А. Сухомлинову:
Масса жалоб, пасквилей и т. д. на то, что немцы (Ренненк, Шейдеман, Сивере, Эбергард и т. д.) — изменники и что немцам дают ход, а равно и настроение по письмам военной цензуры убедили, что назначение П. А. П. (Плеве) при некоторой крупице его режима и настойчивости проводить операции даже с жертвами, побудили в. к. (великого князя) отказаться от первоначальной мысли о П. А. (Плеве) и остановиться на человеке с русской фамилией. Из таковых А. (Алексеев) лучший и более подходящий, чтобы быстро освоиться и взять в руки. Про Г-ча (Гулевича) ходят слухи, что он не а lа hauteur.
Во время пребывания здесь государя верховный, помня просьбу Н. В. (Рузского) ещё при осмотре 4 Сиб. корпуса 8/1, просил наметить заместителя. Выбор пал на Алекс. (Алексеева). Поэтому, когда я принёс телегр. Р. (Рузского) и доложил его просьбу, то через минуту уже писал под диктовку телеграммы о совершившемся с высочайшего одобрения факте. 
Алексеев как начальник штаба Ставки фактически руководил всеми военными операциями в течение 15 месяцев. Деятельность его на этом посту современниками и историками оценивается крайне противоречиво.

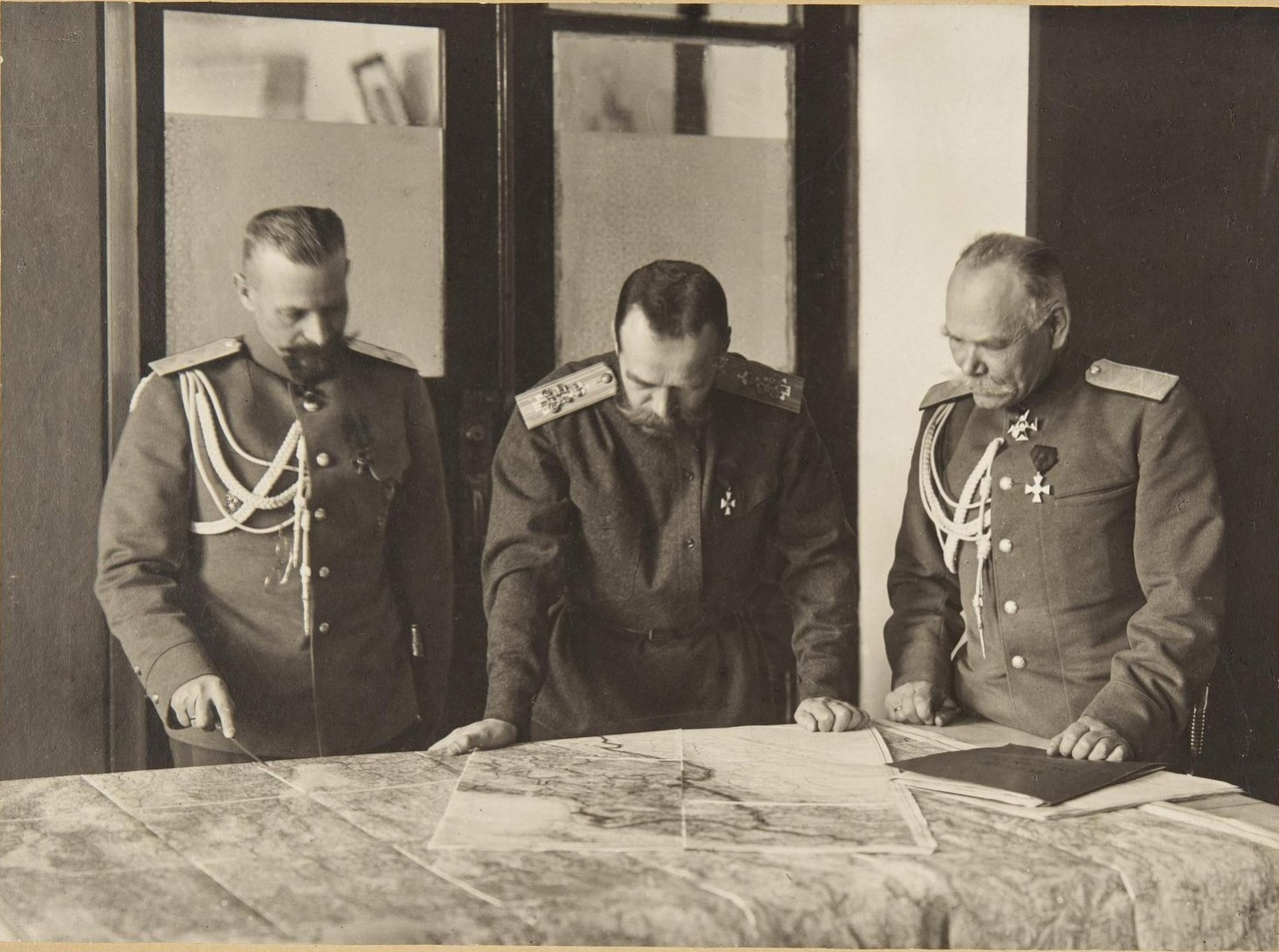
Михаил Алексеев в Ставке Верховного главнокомандующего вместе с Николаем II и генерал-майором Пустовойтенко

Помощник генерал-квартирмейстера штаба армий Западного фронта А. А. Самойло язвительно описывает реакцию генерала Алексеева на неудачные действия российской армии при проведении Нарочской наступательной операции в марте 1916 года: 
Алексеев как начальник штаба Верховного главнокомандующего в конце марта разослал по армиям записку, в которой неудачи наступлений объяснял малой обдуманностью операций, плохой их подготовкой, несогласованностью действий между пехотой и артиллерией, незнакомством войск с местностью, плохим питанием артиллерийскими снарядами, недостатком тяжёлой артиллерии, а особенно плохой работой по управлению армиями… Вероятно, расстроившись психически от таких неудач, царь за разосланную Алексеевым записку сделал его в апреле своим генерал-адъютантом.
Летом 1916 г. в интервью М. В. Алексеев отметил, что активность западных союзников России на Французском фронте, в момент когда германские резервы из Франции двигались «в южном направлении, чтобы заткнуть огромную дыру, образовавшуюся после разгрома австрийцев», имела бы ключевое значение для скорейшего победоносного завершения войны. При проведении межсоюзнических конференций держав Антанты в 1916—1917 годах настойчиво требовал от союзников крупномасштабных активных действий на Балканском театре войны, что неизменно отвергалось французским и английским командованием.
С 11 ноября 1916 года по 17 февраля 1917 года (то есть более трёх месяцев) Алексеев находился в Крыму на лечении своей хронической болезни — уремии — и не руководил Ставкой (в этот период обязанности начальника штаба Ставки исполнял генерал от кавалерии В. И. Гурко).
Будучи одним из ключевых военачальников Российской империи в Первой мировой войне, Алексеев имел своим ближайшим советником В. Е. Борисова — человека, который некогда лечился в психиатрическом стационаре и любил изучать стратегию Наполеона. Некоторые офицеры из окружения Алексеева считали генерала Борисова его «серым кардиналом».

### Накануне Февральской революции. Участие в политике

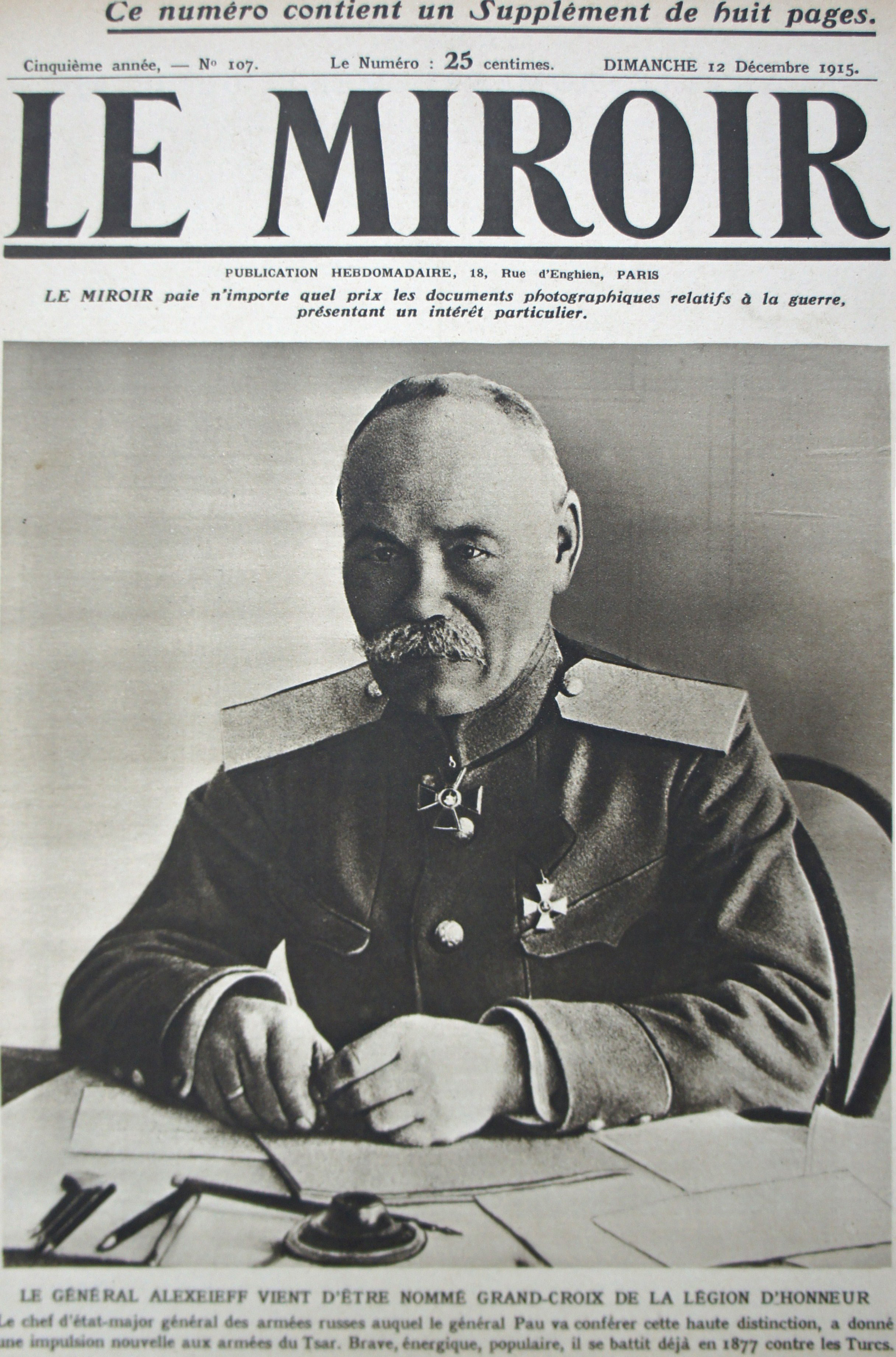
Генерал Алексеев на обложке французского журнала «Miroir», 1915 г.

Историки расходятся в мнениях, оценивая действия генерала Алексеева в период, непосредственно предшествовавший Февральской революции 1917 года, а также роль, которую он сыграл в этих событиях, — в частности, эти расхождения касаются причастности генерала к антимонархическому заговору.

По своей должности Алексеев был обязан поддерживать контакты с членами Государственной думы, Государственного совета и Совета министров. Г. М. Катков писал по этому поводу: 
Невозможно было избежать официальных контактов между главнокомандующими фронтов и лидерами общественных организаций, функции которых заключались в помощи армии, в уходе за ранеными и больными, во всё усложняющейся и расширяющейся организации снабжения продовольствием, одеждой, фуражом и даже оружием и боеприпасами. Лидеры общественных организаций… не замедлили воспользоваться официальными контактами, чтобы постоянно жаловаться на инертность правительственных учреждений и заострять проблемы, которые и так осложняли отношения между главнокомандующими и министерствами. Сам Гучков и его заместитель Коновалов обрабатывали Алексеева в Ставке, а Терещенко, глава киевского военно-промышленного комитета, прилагал все усилия к тому, чтобы повлиять в том же духе на Брусилова, главнокомандующего Юго-Западным фронтом.
Однако встречающиеся в исторической литературе и публицистике утверждения о принадлежности Алексеева к масонской Военной ложе, а также о центральной роли Алексеева в организации антимонархического заговора и отречения Николая II от Всероссийского престола, подвергаются сомнению другими авторами. По мнению историка В. Ж. Цветкова, такие утверждения не соответствуют действительности. Историк К. М. Александров назвал версии о принадлежности генерала Алексеева к «масонской ложе», широко распространённые в эмигрантской и современной национал-большевистской публицистике, «нелепыми и безосновательными обвинениями». Историк А. С. Кручинин указывает, что конкретных фактов, подтверждающих версию об участии генерала Алексеева в заговоре, не приведено:65. В. Ж. Цветков пишет также, что роль Алексеева в февральских событиях до сих пор недостаточно изучена историками.
К концу 1916 года армия всё больше втягивалась в политику, причём часть командного состава, поддавшись персональной агитации лидеров думского оппозиционного Прогрессивного блока, по-видимому, сочувственно относилась к идее «дворцового переворота». Как утверждал незадолго до смерти в эмиграции один из наиболее активных заговорщиков, председатель Центрального военно-промышленного комитета А. И. Гучков, с февраля по август 1916 года направлявший генералу Алексееву частным образом «свои горькие наблюдения и советы» по поводу неудовлетворительной работы тыла, Алексеев «…был настолько осведомлён [о том, что в известных кругах могут быть известные замыслы], что делался косвенным участником»:65:324, 338. При этом Гучков тогда же признавал: «Не ожидаю ответов и не получаю их… Я в то время пытался с этой властью столковаться и считал, что не время расшатывать её. Этим, собственно, мои сношения с Алексеевым ограничиваются». Сам факт получения этих посланий тоже впоследствии ставился в вину Алексееву, не доложившему о них императору и якобы нарушившему этим присягу. По мнению А. С. Кручинина, однако, при внимательном анализе текста самих посланий версия о нарушении Алексеевым присяги не выдерживает критики:65. По мнению Г. М. Каткова, «реакция Алексеева на жалобы и обвинения [в адрес правительства] была проста: он старался получить для армии от общественных организаций всё, что возможно, и при этом не подогревать их политических амбиций и не вносить обострений в отношения с правительством». Обнародование содержания двух писем Гучкова в сентябре-октябре 1916 года привело к скандалу и, по мнению Каткова, «вполне возможно, что ухудшение здоровья Алексеева и его отъезд в Крым в ноябре 1916 года объяснялись, во всяком случае отчасти, моральным напряжением, испытанным в результате этого инцидента». Катков признаёт, что позиция, которую занял генерал Алексеев и в этот период, и во время февральских событий, можно квалифицировать как двуличную, двойственную, неискреннюю — но он отказывается обвинять генерала в прямом участии в готовившемся заговоре.
Историки расходятся в мнениях, оценивая роль, которую сыграли в ходе февральских событий контакты между Алексеевым и председателем Государственной Думы октябристом М. В. Родзянко, возглавившим с 27 февраля (12 марта) Временный комитет Государственной думы. Если, например, А. А. Искендеров считал, что Алексеев и его окружение в Ставке ещё до этих событий состояли в тайном союзе с либеральными столичными деятелями, то историки Г. З. Иоффе и К. М. Александров, наоборот, полагают, что Алексеев в заговоре не состоял и лишь начиная с 28 февраля (13 марта) принял сторону Временного комитета Государственной думы в его оппозиции Николаю II, поверив Родзянко. По словам Г. М. Каткова, «всякое движение Алексеева 28 февраля и 1 марта было тесно связано с действиями Родзянко», однако «в эти два дня ни тот, ни другой ни в коем случае не хотели отречения или разгрома монархии».
Исследователь С. В. Куликов в своей фундаментальной работе «Бюрократическая элита Российской империи накануне падения старого порядка» подчёркивает, что целый ряд высших чинов царского генералитета фактически перешли на сторону Госдумы ещё во второй половине 1916 года: среди прочих он называет командующего Кавказским фронтом великого князя Николая Николаевича, командующего Юго-Западным фронтом генерала А. А. Брусилова, командующего Северным фронтом генерала Н. В. Рузского, генерала А. С. Лукомского, ставшего с октября 1916 года генерал-квартирмейстером Ставки, командующего Особой армией генерала В. И. Гурко, замещавшего Алексеева на посту начальника штаба Ставки в конце 1916 — начале 1917 гг., и самого начальника штаба Верховного главнокомандующего генерала Алексеева, который, как считает исследователь, был в первую очередь недоволен деятельностью Григория Распутина и вмешательством императрицы Александры Фёдоровны в текущую политику.
Приближение Распутина ко Двору и вмешательство императрицы в государственные дела вызывало крайнее раздражение в армии и обществе. Ряд историков полагают, что генерал Алексеев, разделяя эти настроения, был готов предпринять действия для удаления Александры Фёдоровны из Петрограда и насильственной изоляции её от монарха, но не желал отстранения от власти самого Николая II:280. Историк В. М. Хрусталёв приводит воспоминания председателя Земского союза на Западном фронте В. В. Вырубова, представлявшего Земский союз при Ставке, который вспоминал, что в 20-х числах октября 1916 года генерала Алексеева в Ставке посетил председатель Земского союза Г. Е. Львов, который имел с ним продолжительный разговор наедине. Содержание разговора, которое Львов впоследствии передал Вырубову в общих чертах, сводилось к тому, что Алексеев якобы предлагал Львову в день, который он ему укажет дополнительно, прибыть в Ставку в сопровождении двух-трёх авторитетных земских деятелей либеральных взглядов. В этот день в Ставке будет находиться императрица, которая будет арестована Алексеевым и заключена в монастырь; император же будет поставлен перед свершившимся фактом, и ему будет предложено назначить правительство во главе с Львовым и в составе прибывших с ним лиц. Алексеев ставил условием, чтобы Николаю II не было причинено никакого вреда. Князь Львов, приняв предложение Алексеева, немедленно отбыл в Москву. Примерно 25 октября 1916 года Алексеев вызвал к себе Вырубова и спросил его, знает ли тот содержание его разговора со Львовым. Вырубов, естественно, ответил отрицательно, на что Алексеев попросил его срочно передать Львову, что день, о котором они со Львовым условились, наступит 30 октября. Вырубов при этом обратил внимание на плохое физическое состояние и нервное поведение Алексеева. Вырубов немедленно послал в Москву ко Львову курьера, но судьба распорядилась иначе — на следующий день Алексеев серьёзно заболел и слёг в постель. Спустя короткое время он выехал в Крым на лечение. В Крыму Львов с ним встретился вновь, но, вернувшись, сообщил, что Алексеев изменил своё мнение о возможности переворота, опасаясь революции и развала фронта:281.
По-видимому, именно эту встречу во время его лечения в Крыму имел в виду Алексеев, рассказывая А. И. Деникину уже после февральских событий, что незадолго до начала волнений в Петрограде к нему обратились некие «заговорщики» и сообщили, что «назревает переворот», на что Алексеев якобы просил их «во имя сохранения армии не делать этого шага». Однако, по рассказу Алексеева, затем они посетили штабы Северного и Юго-Западного фронтов, и их командующие Н. В. Рузский и А. А. Брусилов заявили им прямо противоположное, и поэтому «подготовка переворота продолжалась». Историк С. В. Куликов, комментируя эти воспоминания генерала Деникина, отметил, что, хотя описанное Алексеевым выглядит вполне достоверным, поскольку и Рузский, и Брусилов действительно были настроены резко оппозиционно, но, учитывая обстоятельства, в которых этот рассказ был сделан, вполне возможно что Алексеев просто хотел переложить свою вину в последовавших событиях на чужие плечи.
Что касается явно выраженной позиции генерала Алексеева, то, как отмечают историки К. М. Александров и В. Ж. Цветков, генерал Алексеев ещё в 1916 году предлагал Николаю II вывести из Петрограда бо́льшую часть запасных полков, а также произвести частичную эвакуацию оборонных предприятий, рабочие которых представляли собой податливый материал для революционных агитаторов. Кроме того, он предлагал учредить должность «Министра Государственной Обороны», на которую предлагал назначить великого князя Сергея Михайловича, в руках которого считал необходимым сосредоточить всю военную и гражданскую власть в тылу (вне зоны театра военных действий, вся власть в которой принадлежала, по «Положению о полевом управлении войск», Верховному главнокомандующему). Последняя мера, по замыслу Алексеева, способствовала бы консолидации всех усилий для обеспечения нужд сражающейся армии и должна была бы предотвратить революционное брожение. Однако все эти предложения были Николаем II отвергнуты.

### Алексеев и царская семья
Историк В. Ж. Цветков писал, основываясь на воспоминаниях современников, что отношения Верховного главнокомандующего и его начальника штаба базировались на взаимном и полном доверии, а одной из черт, способствующих сближению обоих, стала их глубокая религиозность. Историки К. М. Александров и С. В. Куликов писали, что Николай II высоко оценивал своего начальника штаба, который находился у него в фаворе. В письме императрице Александре Фёдоровне он писал: «Не могу тебе передать, до чего я доволен генералом Алексеевым. Какой он добросовестный, умный и скромный человек, и какой работник!».

Историк Г. М. Катков отмечал: 
Алексеев был скромным и сдержанным человеком, образованным генералом, к которому государь относился чрезвычайно внимательно: Алексеев через день, а также каждое воскресенье и в праздники, завтракал и обедал у государя и был почётным гостем. Каждое утро государь и Алексеев несколько часов обсуждали дела фронта. Они, по-видимому, хорошо понимали друг друга, и нет никаких указаний на то, что государь пытался навязать своему начальнику штаба какие-нибудь стратегические или тактические идеи. Фактически Алексеев был главнокомандующим, и каждое его начинание поддерживалось государем.
Алексеев полагал, что царица Александра Фёдоровна своим вмешательством в государственные дела вредит интересам России, что царь, когда царица находится в Ставке, не принимает ни одного решения, не посоветовавшись с ней. Когда Александра Фёдоровна находилась в Ставке, Алексеев демонстративно отказывался от приглашений к царскому столу.
Императрица, со своей стороны, не доверяла Алексееву. Исходя из кадровых назначений в высших эшелонах власти в последние годы царствования Николая II, главным критерием государственного чиновника в глазах императрицы и её окружения была личная преданность императору. После назначения генерала Алексеева начальником штаба Верховного главнокомандующего императрица в письме мужу советовала при отъездах из Ставки не оставлять Алексеева единственным ответственным лицом и вызвать в помощь ему генерала Н. И. Иванова: «Ты будешь покойнее, и Алексеев не будет нести один всей ответственности». Дальнейшая переписка показывает, что речь шла о том, чтобы Иванов контролировал действия Алексеева. В марте 1916 года император, уступив нажиму супруги, вызвал генерала Иванова в Ставку для прикомандирования к особе императора.
Пользуясь расположением Николая II, Алексеев в конце лета 1916 года решил откровенно поговорить с ним о необходимости удаления от царской семьи Распутина, но откровенный разговор не встретил отклика у Николая II, который заявил, что это его «личное частное дело». После этого сама царица решила переговорить с Алексеевым и развеять его отрицательное отношение к Распутину, но из этого также ничего не вышло — Алексеев ответил Александре Фёдоровне: «Ваше императорское величество, я давно уже составил мнение по этому вопросу, и ничто не сможет его изменить. Я должен добавить, что как только он появится в Ставке, я сложу с себя занимаемую должность». 
С осени 1916 года Александра Фёдоровна в своих письмах супругу начала кампанию против Алексеева. Императрица писала, что Гучков и Родзянко обрабатывают Алексеева и настраивают его против Распутина. 22 сентября она направила Николаю II одну из копий письма Гучкова к Алексееву, распространявшихся в Петрограде. В ноябре 1916 года императрица советовала супругу дать Алексееву длительный отпуск в связи с болезнью. При этом она писала: «Человек, который так страшно настроен против нашего Друга, как несчастный Алексеев, не может работать успешно». 7 ноября Николай II принял решение направить своего начальника штаба на 6-8 недель на отдых в Крым. 4 декабря императрица прокомментировала это решение, написав, что Алексееву «Бог послал болезнь, — очевидно, с целью спасти тебя от человека, который сбился с пути и приносит вред тем, что слушает дурных писем и людей… а также за его упрямство». Как видно из того же письма, именно генерал Иванов извещал императрицу о положении в Ставке и доносил на Алексеева.
Несмотря на это, симпатия Николая II к Алексееву не ослабла и в то время, когда генерал находился на лечении в Крыму. В доказательство этого историк С. В. Куликов привёл текст телеграммы царя в адрес больного от 7 декабря 1916 года: «Надеюсь, южное солнце и воздух восстановляют Ваше здоровье».
Историк К. М. Александров писал, что Николай II не изменил своего отношения к Алексееву и в дни Февральской революции — в дневниковых записях от 3 и 4 марта 1917 года он продолжал называть Алексеева «добрым», не высказывая в его адрес никаких обвинений. Алексеев со своей стороны в эти же дни не называл Николая II «бывшим», подчёркивая его прежний статус.

### Февральская революция

#### Начало беспорядков
Генерал Алексеев вернулся в Ставку из Крыма, где проходил лечение, 18 февраля (3 марта) 1917 года и, не вполне оправившись от болезни, вступил в должность начальника штаба Верховного главнокомандующего с нуля часов 19 февраля (4 марта). По мнению Г. М. Каткова, возвращение Алексеева вполне могло быть связано с подготовкой к наступлению на Юго-Западном фронте, планировавшемуся, по договорённости с союзниками, на апрель. За полтора месяца предполагалось переместить по железным дорогам 10 армейских корпусов, для чего требовалось около пятисот эшелонов. Вскоре после того, как Алексеев вернулся в Ставку, из Царского Села отбыл в Могилёв и Николай II. По словам Г. М. Каткова, из имеющихся источников неясно, почему Алексеев настаивал на личном присутствии Верховного главнокомандующего, но имеются свидетельства, согласно которым он выехал в Ставку по телеграфной просьбе генерала Алексеева, не зная, в чём именно заключается спешное дело, требующее его присутствия.
Среди историков нет единого мнения о роли Алексеева в последовавших событиях, повлекших крушение российской монархии.
Хотя беспорядки в Петрограде начались ещё 23 февраля (8 марта), Ставка узнала о начале революции с опозданием на два дня, по донесениям командующего войсками Петроградского военного округа генерала С. С. Хабалова, военного министра М. А. Беляева и министра внутренних дел А. Д. Протопопова. Телеграмма Хабалова, в которой сообщалось о начале беспорядков, поступила генералу Алексееву 25 февраля (10 марта) в 18:08. Алексеев доложил её содержание Николаю II. Ознакомившись с донесением, Николай II приказал генералу Хабалову пресечь беспорядки военной силой.

Днём 26 февраля (11 марта) в Ставку поступили тревожные известия о том, что беспорядки грозят перерасти в мятеж. Председатель Государственной думы М. В. Родзянко писал: 
Положение серьёзное. В столице анархия. Правительство парализовано. Транспорт продовольствия и топливо пришли в полное расстройство. Растёт общее недовольство. На улицах происходит беспорядочная стрельба. Части войск стреляют друг в друга. Необходимо немедленно поручить лицу, пользующемуся доверием, составить новое правительство. Медлить нельзя. Всякое промедление смерти подобно…
Исполняя приказ Николая II, войска в столице для разгона демонстраций применили огнестрельное оружие, в результате чего среди демонстрантов были многочисленные убитые и раненые. Это, несомненно, должно было вызвать возмущение в Думе, и председатель Совета министров кн. Н. Д. Голицын решил объявить перерыв в работе Государственной думы и Государственного совета до апреля, доложив об этом Николаю II. Указ о роспуске законодательных палат за императорской подписью был сообщён по телефону М. В. Родзянко. Поздно вечером Родзянко отреагировал на устранение «последнего оплота порядка» ещё одной телеграммой в Ставку с требованием отменить указ о роспуске Думы и сформировать «ответственное министерство» — в противном случае, по его словам, если революционное движение перебросится в армию, «крушение России, а с ней и династии, неминуемо». На эти панические телеграммы Родзянко Ставка, однако, не отреагировала.

#### 27 февраля. Восстание Петроградского гарнизона. Создание Временного комитета Государственной думы. Меры Ставки по подавлению мятежа
27 февраля (12 марта) рано утром началось вооружённое восстание части Петроградского гарнизона. Всеобщая забастовка рабочих получила поддержку солдат. Солдаты восставших полков направились в центр города, захватили Арсенал, городские тюрьмы, выпустили на свободу заключённых. По городу начались убийства полицейских и городовых, грабежи и мародёрство. Дума оказалась в двусмысленной ситуации: с одной стороны, она получила указ Николая II о собственном роспуске и опасалась подхода к Петрограду предполагаемой «карательной экспедиции». С другой же стороны, она оказалась осаждена толпой революционных солдат и рабочих, пришедших днём к Таврическому дворцу, где заседала Дума. В результате депутаты решили, формально подчинившись указу о роспуске, продолжить собираться под видом «частных совещаний». Днём Совет старейшин по поручению Частного совещания Государственной думы сформировал орган власти — Временный комитет Государственной думы («Комитет членов Государственной думы для водворения порядка в столице и для сношения с лицами и учреждениями»), который возглавил председатель Государственной думы октябрист Родзянко.

Как пишет Г. М. Катков, в течение дня Совет министров не предпринял никаких действий для урегулирования ситуации. Лишь военный министр Беляев пытался собрать войска, остававшиеся лояльными правительству. Вечером в Ставку от него поступили две телеграммы: 
Положение в Петрограде становится весьма серьёзным. Военный мятеж немногими, оставшимися верными долгу частями, погасить пока не удаётся. Напротив того, многие части постепенно присоединяются к мятежникам. Начались пожары, бороться с ними нет средств. Необходимо спешное прибытие действительно надёжных частей, притом в достаточном количестве, для одновременных действий в различных частях города.
 и 
Совет министров признал необходимым объявить Петроград на осадном положении. Ввиду проявленной генералом Хабаловым растерянности, назначил на помощь ему генерала Занкевича, так как генерал Чебыкин отсутствует.
Генерал Алексеев доложил содержание обеих телеграмм Николаю II и для восстановления спокойствия в Петрограде предложил направить туда сводный отряд во главе с начальником, наделённым чрезвычайными полномочиями. Император распорядился выделить по одной бригаде пехоты и по бригаде кавалерии от Северного и Западного фронтов, назначив начальником 66-летнего генерал-адъютанта Н. И. Иванова. Николай II приказал генералу направиться во главе Георгиевского батальона (охранявшего Ставку) в Царское Село для обеспечения безопасности императорской фамилии, а затем, в качестве командующего Петроградским военным округом, взять на себя командование надёжными войсками, которые предполагалось перебросить для него с фронта. 

Поздно вечером 27 февраля (12 марта) генерал Алексеев приказал начальнику штаба Северного фронта генералу Ю. Н. Данилову отправить в распоряжение генерал-адъютанта Иванова два кавалерийских и два пехотных полка, усиленных пулемётной командой. Такой же второй отряд должен был выделить Западный фронт:
Государь Император повелел генерал-адъютанта Иванова назначить Главнокомандующим Петроградским Военным округом. В его распоряжение с возможной поспешностью отправить от войск Северного фронта в Петроград два кавалерийских полка, по возможности из находящихся в резерве 15-й кавалерийской дивизии, два пехотных полка из самых прочных, надёжных, одну пулемётную команду Кольта для Георгиевского батальона, который едет из Ставки. Нужно назначить прочных генералов, так как, по-видимому, генерал Хабалов растерялся, и в распоряжение генерала Иванова нужно дать надёжных, распорядительных и смелых помощников. […] Такой же силы наряд последует с Западного фронта…
Западный фронт сообщил генералу Алексееву о подготовке к отправке в течение 28 февраля — 2 марта 34-го Севского и 36-го Орловского пехотных полков, 2-го гусарского Павлоградского и 2-го Донского казачьего полков; Северный фронт выделил 67-й Тарутинский и 68-й Бородинский пехотные, 15-й Татарский уланский и 3-й Уральский казачий полки.
Примерно в половине одиннадцатого вечера со Ставкой связался по прямому проводу брат Николая II, великий князь Михаил Александрович. Днём он приехал из своего загородного дворца в Гатчине в столицу по просьбе Родзянко, который, видя, как разворачиваются события, и не получив ответа на настоятельные телеграммы Николаю II и обращения к главнокомандующим фронтами, предпринял последнюю попытку сохранить монархию — возглавив группу членов Временного комитета Государственной думы на переговорах с великим князем Михаилом, Родзянко предложил ему взять на себя диктаторские полномочия в Петрограде на то время, пока Николай II не вернётся из Ставки, немедленно отправить в отставку существующее правительство и потребовать по телеграфу от Николая II манифеста об ответственном министерстве. Переговоры в Мариинском дворце длились долго — великий князь заявлял, что у него отсутствуют полномочия на подобные действия. В ходе последовавшей по просьбе великого князя Михаила встречи с председателем Совета министров кн. Н. Д. Голицыным последний заявил, что сам он уже подал прошение об отставке, но пока она не принята, он не вправе передать кому-либо принадлежащую ему власть. Несмотря на уговоры Родзянко и сопровождавших его думцев, великий князь отказался что-либо предпринимать, не заручившись согласием царствующего брата.
Разговаривая с генералом Алексеевым, Михаил попросил передать императору его твёрдое убеждение о необходимости немедленной смены правительства и назначения новым главой правительства князя Львова. Узнав, что Николай II намерен покинуть Ставку, великий князь заметил, что отъезд желательно было бы отложить на несколько дней. Генерал Алексеев доложил о звонке императору, но тот ответил, что ввиду чрезвычайных обстоятельств отменить свой отъезд не может, а вопрос о смене правительства придётся отложить до прибытия в Царское Село. Потом пришла телеграмма от самого князя Голицына, который просил Николая II немедленно распустить кабинет и назначить «лицо, пользующееся народным доверием», поручив ему сформировать новое правительство. Алексеев вновь попытался добиться от императора какой-либо реакции по этому поводу, но единственным результатом всех его усилий стала телеграмма Николая II министрам, в которой тот приказывал им оставаться на своих постах и сообщал о назначении в Петроград военного диктатора (генерала Иванова). К этому времени в Петрограде члены Совета министров, не дождавшись ответа монарха, разошлись по домам, после чего правительство фактически прекратило своё существование, а на следующий день министры были арестованы Временным комитетом Государственной думы.
По словам историка К. М. Александрова, в тот день у Алексеева напряжённая работа спровоцировала очередной приступ болезни, температура поднялась до 40°, но, узнав, что Николай II после разговора по прямому проводу с императрицей принял решение покинуть Ставку и вернуться к семье в Царское Село, больной генерал после полуночи поспешил на станцию, где буквально умолял императора не покидать Ставку и войска. Подполковник Б. Н. Сергеевский, в то время возглавлявший службу связи в Ставке, в своих воспоминаниях несколько иначе воспроизводил происходившее в Могилёве. По его словам, когда после полуночи последовало распоряжение о подаче литерных поездов для отъезда императора, Алексеев пошёл во дворец, где уговаривал императора не уезжать. После разговора он вернулся к себе успокоенным, сказав коротко: «Удалось уговорить!» Однако через полчаса после разговора с Алексеевым Николай II всё же приказал подать автомобиль и, уже садясь в него, приказал: «Скажите Алексееву, что я всё-таки уехал». Отъезд был крайне поспешным.

Уже после полуночи Алексеев доложил императору очередную телеграмму от генерала Хабалова: 
Прошу доложить Его Императорскому Величеству, что исполнить повеление о восстановлении порядка в столице не мог. Большинство частей, одни за другими, изменили своему долгу, отказываясь сражаться против мятежников. Другие части побратались с мятежниками и обратили своё оружие против верных Его Величеству войск. Оставшиеся верными долгу весь день боролись против мятежников, понеся большие потери. К вечеру мятежники овладели большей частью столицы. Верными присяге остаются небольшие части разных полков, стянутые у Зимнего дворца под начальством генерала Занкевича, с коими буду продолжать борьбу. Ген.-лейт. Хабалов.
К пяти часам утра 28 февраля (13 марта) два литерных поезда отправились из Могилёва. В дальнейшем в течение более чем 10 часов Ставка не располагала никакими сведениями о движении царских поездов, так как из самих поездов в Ставку ничего не сообщалось, а железнодорожные чины, согласно особой инструкции, не имели права никому сообщать о движении императорских поездов.
Тем временем в ночь на 28 февраля (13 марта) Временный комитет Государственной думы объявил, что берёт власть в свои руки ввиду прекращения правительством князя Голицына своей деятельности.

#### 28 февраля. Отъезд Николая II. Действия Ставки

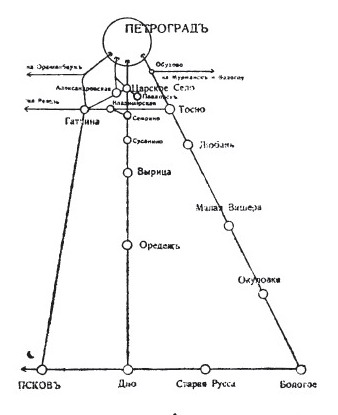
Схема железных дорог в окрестностях Петрограда. 1917.

Первый эшелон Георгиевского батальона вышел из Могилёва в шесть часов утра 28 февраля (13 марта). Сам генерал-адъютант Иванов выехал позднее и нагнал эшелон в Орше. В течение всего дня Алексеев направлял главнокомандующим фронтами указания о выделении дополнительных войск в его распоряжение — по одной пешей и одной конной батарее от Северного и Западного фронтов, а также три «наиболее прочных» батальона крепостной артиллерии из Выборга и Кронштадта. Главнокомандующему Юго-Западным фронтом было приказано подготовить к отправке в распоряжение генерала Иванова, «как только представится возможность по условиям железнодорожных перевозок», лейб-гвардии Преображенский полк и два гвардейских стрелковых полка из состава Особой армии — а также, «если обстоятельства потребуют дальнейшего усиления в Петрограде вооружённой силы», одну из гвардейских кавалерийских дивизий (на поступивший в ночь на 1 (14) марта рапорт командующего Юго-Западным фронтом Брусилова о том, что гвардейские части готовы к отправке в Петроград, Ставка ответила, что «отправление войск должно быть произведено по получении от начальника штаба Верховного главнокомандующего особого уведомления»; позднее все приказы о подготовке к отправке дополнительных войск были вообще отменены).
В течение 28 февраля (13 марта) литерные поезда Николая II пытались пробиться в Царское Село, но к утру 1 (14) марта смогли добраться через Бологое лишь до Малой Вишеры, где были вынуждены развернуться и отправиться обратно на Бологое, откуда лишь к вечеру того же дня прибыли в Псков, где находился штаб Северного фронта.
За это время события в Петрограде фактически закончились победой восставших, подавивших оба центра сопротивления — Совет министров и штаб Петроградского военного округа. В ночь с 27 февраля (12 марта) на 28 февраля (13 марта) был захвачен Мариинский дворец, в котором заседало правительство, а к полудню 28 февраля (13 марта) остатки войск, сохранявшие верность правительству, были распущены из здания Адмиралтейства по казармам.
Днём генерал Алексеев обстоятельно проинформировал главнокомандующих фронтами о развитии событий в Петрограде, указав, что, «по частным сведениям, революционное правительство вступило в управление Петроградом… Только что получена телеграмма военного министра, что мятежники во всех частях города овладели важнейшими учреждениями. Войска, под действием утомления и пропаганды, бросают оружие, переходят на сторону мятежников или становятся нейтральными… Министры все целы, но работа министерств, по-видимому, прекратилась… В Государственной Думе образован совет лидеров партий для сношения революционного правительства с учреждениями и лицами, назначены дополнительные выборы от рабочих и мятежных войск. Только что получена от генерала Хабалова телеграмма, из которой видно, что фактически влиять на события он более не может». Телеграмма заканчивалась словами: «Сообщая об этом, прибавляю, что на всех нас лёг священный долг перед государем и родиной сохранить верность долгу и присяге в войсках действующих армий, обеспечить железнодорожное движение и прилив продовольственных запасов».

Ещё утром 28 февраля (13 марта) председатель Временного комитета Государственной думы Родзянко разрешил думскому депутату А. А. Бубликову взять под свой контроль министерство путей сообщения в качестве комиссара Временного комитета. Помимо самих железных дорог, министерство обладало собственной телеграфной сетью, независимой от МВД. С отрядом из двух офицеров и нескольких солдат Бубликов арестовал министра путей сообщения Э. Б. Кригера-Войновского и в 13:50 разослал по всей территории Российской империи телеграмму:

По всей сети. Всем начальствующим. Военная. По поручению Комитета Государственной Думы сего числа занял Министерство путей сообщения и объявляю следующий приказ председателя Государственной Думы: «Железнодорожники! Старая власть, создавшая разруху во всех областях государственной жизни, оказалась бессильной. Комитет Государственной Думы взял в свои руки создание новой власти. Обращаюсь к вам от имени Отечества — от вас теперь зависит спасение Родины. Движение поездов должно поддерживаться непрерывно с удвоенной энергией. Страна ждёт от вас больше, чем исполнение долга, — ждёт подвига… Слабость и недостаточность техники на русской сети должна быть покрыта вашей беззаветной энергией, любовью к Родине и сознанием своей роли транспорт для войны и благоустройства тыла».

Всем начальникам железнодорожных станций было разослано приказание Временного комитета немедленно сообщать обо всех воинских поездах, направляющихся в Петроград, и не выпускать их со станций без соответствующего разрешения Временного комитета, запрещалось движение воинских поездов на 250 вёрст вокруг Петрограда.
Военный министр Беляев, который всё ещё имел связь со Ставкой, доложил, что ни министр путей сообщения, ни его министерство не в состоянии обеспечить бесперебойную, нормальную работу своего ведомства, и предложил немедленно передать управление железными дорогами заместителю министра путей сообщения при Ставке генералу Кислякову. Алексеев был намерен последовать этому совету и издать приказ, объявляющий, что через посредство заместителя министра путей сообщения он берёт на себя всю ответственность за управление железными дорогами, однако Кисляков убедил Алексеева отказаться от этого решения.
Как указывает Г. М. Катков, контроль над железными дорогами в этот момент был делом первостепенной важности. Снабжение больших городов и армии полностью зависело от работы железнодорожной сети. Оставляя железные дороги под контролем комиссара Бубликова, Алексеев лишал себя важнейшего орудия власти, которое при тех критических обстоятельствах вполне могло быть им использовано в решении политического кризиса. Это также впоследствии дало повод для обвинений Алексеева в двурушничестве и прямом заговоре.
Начальника штаба Верховного главнокомандующего многие впоследствии упрекали за «преступное бездействие» и непринятие должных мер в те дни и часы февраля 1917 года, когда он, после отъезда государя из Ставки и ввиду отсутствия связи с ним, автоматически стал исполняющим обязанности Верховного главнокомандующего. Так, по мнению историка И. Н. Волковой, генерал Алексеев формально принимал решения, соответствующие его должности, но на деле сам же затягивал их исполнение, что повлияло на своевременность движения войск и конечный результат предпринимаемых действий, а по версии историка А. Н. Боханова, генерал Алексеев совершенно не спешил снимать части с фронта и приказал командующим Северным и Западным фронтами лишь «подготовить» войска к отправке в Петроград. С этими обвинениями не согласны историки К. М. Александров и В. Ж. Цветков. Последний писал, что, напротив, Алексеев принимал все возможные меры для переброски фронтовых частей против начавшейся революции, а Александров привёл «интересное» мнение военного теоретика русского зарубежья Е. Э. Месснера, который, размышляя в середине 1950-х годов о действиях Алексеева в тот период, указывал, что обвинения в адрес Алексеева исходили от некомпетентных лиц — по «Положению о полевом управлении войск», Верховный главнокомандующий мог распоряжаться войсками и той частью территории, которая была объявлена театром военных действий. Поэтому, по утверждению Месснера, власть Верховного главнокомандующего не распространялась на Петроград, который не входил в театр военных действий, а нарушить закон и воспользоваться Верховной властью для водворения порядка в столице Алексеев не мог вследствие «своей офицерской сущности».
В ночь с 28 февраля (13 марта) на 1 (14) марта Алексеев направил генерал-адъютанту Иванову телеграмму, копия которой позднее была также направлена командующим фронтами для информирования их о положении в столице. По выражению Г. М. Каткова, «вечером 28 февраля Алексеев перестал быть по отношению к царю послушным исполнителем и взял на себя роль посредника между монархом и его бунтующим парламентом. Только Родзянко, создав ложное впечатление, что Петроград находится под его полным контролем, мог вызвать в Алексееве такую перемену». По мнению Каткова, именно его изложение и интерпретация событий главным образом склонили высшее военное командование в лице генералов Алексеева и Рузского занять ту позицию, которая впоследствии привела к отречению Николая II. Однако в течение 28 февраля и 1 марта, по мнению Каткова, ни Родзянко, ни Алексеев ни в коем случае не хотели отречения или разгрома монархии, несмотря на то, что, по словам автора, «всякое движение Алексеева 28 февраля и 1 марта было тесно связано с действиями Родзянко». Как впоследствии станет ясно из проекта манифеста, подготовленного в Ставке и посланного на подпись императору в Псков вечером 1 марта (см. ниже), в Ставке предполагали, что Родзянко может быть поручено сформировать правительство, ответственное перед Думой. Рассчитывая, что план этот удастся, Алексеев, естественно, не хотел ускорять движение фронтовых частей к Петрограду. За 5-6 дней, необходимых для сосредоточения нужного количества войск под Петроградом, политические события легко могли опередить всякие приготовления и вооружённое подавление восстания в Петрограде и Москве легко могло стать первым эпизодом гражданской войны. Во избежание всего этого Алексеев, под влиянием Родзянко, подготовил проект манифеста, которым назначалось ответственное перед Думой правительство, и приложил все усилия к тому, чтобы предупредить столкновение между Георгиевским батальоном генерала Иванова и петроградским гарнизоном.
Если предыдущие сообщения о событиях в Петрограде, которые Алексеев направлял главнокомандующим фронтами, довольно точно отражали хаос и анархию в столице, то в этой телеграмме, направленной генералу Иванову, Алексеев рисовал совершенно другую картину. Он указывал, что, по сведениям, поступившим к нему по частным каналам, события в Петрограде успокоились, что войска, «примкнув к Временному правительству в полном составе, приводятся в порядок», что Временное правительство «под председательством Родзянки» «пригласило командиров воинских частей для получения приказаний по поддержанию порядка», а «Воззвание к населению, выпущенное Временным Правительством, говорит о незыблемости монархического начала России, о необходимости новых оснований для выбора и назначения правительства… <в Петрограде> ждут с нетерпением приезда Его Величества, чтобы представить ему всё изложенное и просьбу принять это пожелание народа». «Если эти сведения верны, — указывалось далее в телеграмме, — то изменяются способы ваших действий, переговоры приведут к умиротворению, дабы избежать позорной междоусобицы, столь желанной нашему врагу». Алексеев просил Иванова передать императору, прямой связи с которым у Алексеева не было, содержание этой телеграммы и убеждение самого Алексеева, что «дело можно привести мирно к хорошему концу, который укрепит Россию»:352 (на самом деле генерал Иванов в это время находился совсем в другом месте, но главнокомандующий Северным фронтом генерал Рузский к моменту прибытия в Псков императорского поезда уже получил копию этой телеграммы). Как отмечает Г. М. Катков, в указанной телеграмме явно прослеживается то представление о ситуации в Петрограде и своей роли как главы заседающего в Думе Временного правительства, которое Родзянко хотел создать у начальника штаба Верховного главнокомандующего. На самом деле никакого подтверждения «незыблемости монархического начала России» в «Воззвании» Временного комитета, опубликованном 28 февраля (13 марта), не было — но именно такой интерпретации хотел бы сам Родзянко. По мнению Каткова, телеграмма Алексеева явно имела целью приостановить какие бы то ни было решительные действия по вооружённому подавлению мятежа, которые мог бы предпринять генерал Иванов, — в ней указывается, что новая власть в Петрограде исполнена доброй воли и готова с новой энергией способствовать военным усилиям, и даже некий Бубликов, всего лишь «комиссар» Временного комитета, именовался в телеграмме министром путей сообщения. Таким образом, телеграмма, по словам Каткова, явно предваряла признание нового правительства со стороны главнокомандования, а Алексеевым явно руководило впечатление, что Родзянко держит Петроград в руках, что ему удалось сдержать революционный напор, а поэтому следует всячески укреплять его позицию. Самим же Родзянко, по мнению Каткова, руководили одновременно честолюбие и страх — Родзянко был живо заинтересован в том, чтобы остановить экспедиционные войска генерала Иванова, которые он считал гораздо более многочисленными и сильными, чем это на самом деле было. Употребляя своё влияние на то, чтобы сыграть на колебаниях Алексеева, Родзянко повышал собственные акции в глазах революционеров. В то же время, он устанавливал контакты с командованием, что могло для него оказаться полезным в том случае, если революционная волна спадёт.

#### 1 марта. Ставка поддерживает требование ответственного министерства
Утром 1 (14) марта в Могилёве получили телеграмму за подписью Родзянко:
Временный Комитет членов Государственной думы сообщает вашему высокопревосходительству, что ввиду устранения от управления всего состава бывшего Совета Министров правительственная власть перешла в настоящее время к Временному Комитету Государственной Думы.
Днём генерал Алексеев получил телеграмму командующего войсками Московского военного округа генерала И. И. Мрозовского о начале революции в Москве. Чуть позже от генерала Мрозовского была получена вторая телеграмма, гласившая, что «в Москве полная революция».

В четыре часа дня Алексеев направил в штаб Северного фронта телеграмму для императора. Сообщив в ней о начавшихся в Москве беспорядках и забастовках, Алексеев докладывал: 
Беспорядки в Москве, без всякого сомнения, перекинутся в другие большие центры России, и будет окончательно расстроено и без того неудовлетворительное функционирование железных дорог. А так как армия почти ничего не имеет в своих базисных магазинах и живёт только подвозом, то нарушение правильного функционирования тыла будет для армии гибельно, в ней начнется голод и возможны беспорядки. Революция в России, а последняя неминуема, раз начнутся беспорядки в тылу, — знаменует собой позорное окончание войны со всеми тяжелыми для России последствиями. Армия слишком тесно связана с жизнью тыла, и с уверенностью можно сказать, что волнения в тылу вызовут таковые же в армии. Требовать от армии, чтобы она спокойно сражалась, когда в тылу идет революция, невозможно.
Нынешний молодой состав армии и офицерский состав, в среде которого громадный процент призванных из запаса и произведенных в офицеры из высших учебных заведений, не дает никаких оснований считать, что армия не будет реагировать на то, что будет происходить в России…. Пока не поздно, необходимо принять меры к успокоению населения и восстановить нормальную жизнь в стране. 
Подавление беспорядков силою, при нынешних условиях, опасно и приведет Россию и армию к гибели. Пока Государственная Дума старается водворить возможный порядок, но если от Вашего Императорского Величества не последует акта, способствующего общему успокоению, власть завтра же перейдет в руки крайних элементов и Россия переживет все ужасы революции. Умоляю Ваше Величество, ради спасения России и династии, поставить во главе правительства лицо, которому бы верила Россия и поручить ему образовать кабинет. 
В настоящее время это единственное спасение. Медлить невозможно и необходимо это провести безотлагательно. 
Докладывающие Вашему Величеству противное, бессознательно и преступно ведут Россию к гибели и позору и создают опасность для династии Вашего Императорского Величества.
Ещё через час из Ставки сообщили в Псков для доклада Николаю II, что в Кронштадте беспорядки, Москва охвачена восстанием и войска переходят на сторону мятежников, что командующий Балтийским флотом вице-адмирал А. И. Непенин «не признал возможным протестовать против призыва Временного комитета Государственной думы и, таким образом, Балтийский флот признал Временный комитет». По мнению историка Смолина, Алексеев использовал донесение адмирала Непенина о положении дел в Балтийском флоте для психологического давления на императора, истолковав действия адмирала Непенина как признание командованием Балтийского флота Временного комитета Государственной думы. Дословно в телеграмме вице-адмирала Непенина говорилось: «Сообщаю для доклада государю императору, что мною получены … телеграммы председателя Государственной думы Родзянко. Эту переписку сообщил для сведения соседям по фронту… это же мною … приказано прочесть командам. Считаю, что только таким прямым и правдивым путём я могу сохранить в повиновении и боевой готовности вверенные мне части. Считаю себя обязанным доложить его величеству моё искреннее убеждение в необходимости пойти навстречу Государственной Думе, без чего немыслимо сохранить в дальнейшем не только боевую готовность, но и повиновение частей…»
Ещё через час адмирал Русин телеграфировал из Ставки: в Кронштадте анархия, военный губернатор Кронштадта вице-адмирал Вирен Р. Н. убит, офицеры арестованы.
Чуть ранее помощник Алексеева генерал В. Н. Клембовский связался с штабом Северного фронта и передал генералу Н. В. Рузскому настоятельную просьбу генерала Алексеева и великого князя Сергея Михайловича доложить Николаю II о «безусловной необходимости принятия тех мер, которые указаны в телеграмме генерала Алексеева его величеству, так как им это представляется единственным выходом из создавшегося положения». Они отметили, что генералу Рузскому исполнение этой просьбы не представит затруднений, поскольку, по их мнению, генерал Рузский придерживается тех же взглядов, что и генерал Алексеев. Великий князь Сергей Михайлович, со своей стороны, заметил, что наиболее подходящим лицом (в качестве главы ответственного министерства) был бы Родзянко, пользующийся доверием.

Поздно вечером 1 марта генерал Клембовский из Ставки разослал телеграммы главнокомандующим фронтами: 
В Москве полное восстание, и войска переходят на сторону сторонников Временного комитета Государственной думы, сформированного с Родзянко во главе для замены упразднённого правительства. В Кронштадте восстание, и Балтийский флот, с согласия командующего флотом, перешел на сторону Временного Комитета. Решение адмирала Непенина вызвано стремлением спасти флот. Генерал-адъютант Алексеев телеграфировал государю, прося издать акт, способный успокоить население и прекратить революцию…
Зная, что в Пскове главнокомандующий Северным фронтом генерал Рузский ведёт переговоры с Николаем II о согласии императора на формирование правительства, ответственного перед Думой, в 2220 генерал Алексеев направил в Псков подготовленный в Ставке проект манифеста, в котором в качестве главы нового кабинета предлагался Родзянко. Телеграмма Алексеева, по словам Г. М. Каткова, показывала, что начальник штаба Верховного главнокомандующего и фактический главнокомандующий действующей армии безоговорочно поддерживает предлагаемое Рузским решение. Нет сомнения, пишет Катков, что телеграмма Алексеева «была решающим моментом акции, направленной на то, чтобы сломить волю императора».
В час ночи 2 (15) марта Николай II, уступив давлению Рузского, согласился на учреждение «ответственного министерства» и приказал остановить отправку и передвижение войск, выделявшихся для подавления мятежа в Петрограде, и вернуть эшелоны на фронт.

#### 2 марта. Отречение Николая II
Генерал Рузский этой же ночью связался из Пскова по прямому проводу с Родзянко и проинформировал его о результатах своих переговоров с Николаем II и о полученном согласии императора на создание правительства, ответственного перед Думой. Тот, однако, назвал подготовленный Ставкой проект манифеста «запоздалым», поскольку требование ответственного министерства себя уже изжило: 
То, что предполагается Вами, уже недостаточно, и династический вопрос поставлен ребром… грозное требование отречения в пользу сына, при регентстве Михаила Александровича, становится определённым требованием…

Начальник штаба Северного фронта генерал Данилов в 05:25 утра 2 (15) марта 1917 года передал в Ставку телеграмму за подписью императора: 
Можно объявить представленный манифест, пометив его Псковом. Николай.

Следом за этим, однако, он передал в Ставку изложение разговора между Рузским и Родзянко, сопроводив его комментарием: 
Так как об изложенном разговоре главкосев может доложить государю только в 10 час., то он полагает, что было бы более осторожным не выпускать манифеста до дополнительного указания его величества.
Реакция в Ставке на такое развитие событий была бурной. Получив запись разговора Рузского с Родзянко, генерал Алексеев в 9 часов утра приказал генерал-квартирмейстеру Ставки генералу Лукомскому связаться с Псковом и попросить немедленно разбудить царя и доложить ему содержание этого разговора («Переживаем слишком серьёзный момент, когда решается вопрос не одного Государя, а всего Царствующего Дома и России, генерал Алексеев убедительно просит безотлагательно это сделать, так как теперь важна каждая минута и всякие этикеты должны быть отброшены»), на что получил ответ от начальника штаба Северного фронта генерала Данилова, что царь только недавно заснул и что на 10:00 назначен доклад Рузского.

От себя лично генерал Лукомский просил передать генералу Рузскому следующее: 
…По моему глубокому убеждению, выбора нет, и отречение должно состояться. Надо помнить, что вся царская семья находится в руках мятежных войск, ибо, по полученным сведениям, дворец в Царском Селе занят войсками… Если не согласится, то, вероятно, произойдут дальнейшие эксцессы, которые будут угрожать царским детям, а затем начнётся междоусобная война, и Россия погибнет под ударом Германии, и погибнет вся династия.

Тем временем Алексеев отправил краткое изложение разговора между Рузским и Родзянко, составленное генералом Лукомским, всем главнокомандующим фронтами, кроме Северного (то есть великому князю Николаю Николаевичу на Кавказский фронт, генералу Сахарову на Румынский фронт, генералу Брусилову на Юго-Западный фронт, генералу Эверту на Западный фронт), попросив их срочно подготовить и направить в Ставку своё мнение: 
Его Величество … в Пскове … изъявил своё согласие учредить ответственное перед палатами министерство, поручив председателю Государственной Думы образовать кабинет… Последний… ответил, что появление такого манифеста было бы своевременно 27 февраля, в настоящее же время этот акт является запоздалым… Теперь династический вопрос поставлен ребром, и войну можно продолжать до победоносного конца лишь при исполнении предъявляемых требований относительно отречения от престола в пользу сына при регентстве Михаила Александровича.
Обстановка, по-видимому, не допускает иного решения, и каждая минута дальнейших колебаний повысит только притязания, основанные на том, что существование армии и работа железных дорог находятся фактически в руках петроградского Временного Правительства. Необходимо спасти действующую армию от развала, продолжать до конца борьбу с внешним врагом, спасти независимость России, и судьбу династии нужно поставить на первом плане хотя бы ценою дорогих уступок. Если вы разделяете этот взгляд, то не благоволите ли телеграфировать весьма спешно свою верноподданническую просьбу Его Величеству через Главкосева, известив наштаверха? Повторяю, что потеря каждой минуты может стать роковой для существования России и что между высшими начальниками действующей армии нужно установить единство мыслей и целей и спасти армию от колебаний и возможных случаев измены долгу. Армия должна всеми силами бороться со внешним врагом, а решения относительно внутренних дел должны избавить её от искушения принять участие в перевороте, который более безболезненно совершится при решении сверху. 2 марта 1917 г. 10 ч. 15 м. № 1872. Алексеев
Как отмечает Г. М. Катков, телеграмма Алексеева главнокомандующим была сформулирована таким образом, что у них не оставалось другого выбора, как высказаться за отречение. В ней говорилось, что если главнокомандующие разделяют взгляд Алексеева и Родзянко, то им следует «телеграфировать весьма спешно свою верноподданническую просьбу его величеству» об отречении. При этом ни слова не упоминалось о том, что следует делать, если они этого взгляда не разделяют. В телеграмме, полностью основывавшейся на заявлениях Родзянко, не было ни малейшего упоминания о возражениях Рузского против отречения. От адресатов требовалось дать ответ с максимальной срочностью: «Время не терпит, дорога каждая минута, иного исхода нет».
При этом, как указывают некоторые исследователи, аналогичный запрос не был направлен командующим Черноморским и Балтийским флотами А. В. Колчаку и А. И. Непенину (им было позднее направлено лишь уведомление о событиях в Петрограде и о позиции главнокомандующих фронтами), хотя командующие флотами, по мнению этих исследователей, также относились к «старшим начальникам» и по своему статусу должны были приравниваться к главнокомандующим фронтами, — зато послал запрос великому князю Николаю Николаевичу, бывшему главнокомандующему Русской армии (1914—1915), а в период февральских событий командующему Кавказской армией и наместнику на Кавказе.
Все командующие фронтами и великий князь Николай Николаевич в своих ответных телеграммах просили императора отречься от престола «ради единства страны в грозное время войны» (в тот же день в 20 часов 40 минут командующий Балтийским флотом А. И. Непенин по собственному почину присоединился к общему мнению опрошенных). По мнению историка А. В. Смолина, вопрос об отречении мог быть решён в Ставке ещё до получения ответов участников телеграфного совещания.
Позднее генерал Брусилов в своих воспоминаниях указывал, что Алексеев, связывавшийся с ним 2 марта по прямому проводу, сообщал об угрозе со стороны Временного правительства прекратить поставки боеприпасов и продовольствия в армию в случае отказа военного командования поддержать ультиматум Николаю II, и что он был вынужден покориться, так как ресурсы его армий были на исходе. Такие же аргументы приводились в ходе разговора генерала Лукомского с командующим Румынским фронтом генералом Сахаровым, предварившего своё согласие на предложенную меру проклятием в адрес «шайки разбойников» и заявлением о том, что «армии фронта непоколебимо стали бы за своего державного вождя, если бы не были в руках тех же государственных преступников, захвативших в свои руки источники жизни армий». Колебавшегося и отложившего своё решение до получения ответов от Брусилова и Рузского командующего Западным фронтом генерала Эверта убедили при помощи корпоративной солидарности — и Эверт примкнул к большинству. Не высказал своего мнения один командующий Черноморским флотом адмирал Колчак, но это уже не играло никакой роли.
Ознакомившись с мнением военачальников, Николай II принял решение отречься в пользу сына, однако позднее подписал отречение и за себя, и за наследника Престола Цесаревича Алексея, выдвинув в качестве преемника великого князя Михаила Александровича.
По мнению историка К. М. Александрова, Алексеев был обманут заговорщиками — командующим Северным фронтом генералом Рузским и председателем Думы Родзянко, который угрожал, что в случае отказа Николая II отречься от престола углубление революции принесёт анархию в тыл и парализует всякое снабжение армии. Последняя угроза имела большое значение для Алексеева, занятого подготовкой решительного наступления Русской армии, назначенного на апрель 1917 года, для чего требовалось обеспечить бесперебойные поставки всего необходимого. По мнению Александрова, утром 2 (15) марта 1917 года Алексеев принял решение спасти монархию и династию Романовых через отречение Николая II в пользу Цесаревича Алексея и одновременно сохранить бесперебойное снабжение армии.

#### Последовавшие события
В 01:28 3 (16) марта 1917 года из Пскова в Ставку пришла телеграмма: 
Его величеством подписаны указы Правительствующему Сенату о бытии председателем Совета Министров князю Георгию Евгеньевичу Львову и верховным главнокомандующим — его императорскому высочеству великому князю Николаю Николаевичу. Государь император изволил затем подписать акт отречения от престола с передачей такового великому князю Михаилу Александровичу. Его величество выезжает сегодня … на несколько дней в ставку через Двинск…

О получении этой телеграммы Ставка проинформировала командующих фронтами и адмирала Русина. Манифест был разослан по телеграфу во все армии для объявления войскам, однако уже в 06:45 Ставка приказала, ссылаясь на «убедительную просьбу» Родзянко, «задержать всеми мерами и способами» объявление манифеста. За два часа до этого Родзянко в присутствии князя Львова связался по прямому проводу с генералом Рузским и заявил: 
… Чрезвычайно важно, чтобы манифест об отречении и передаче власти великому князю Михаилу Александровичу не был опубликован до тех пор, пока я не сообщу вам об этом. Дело в том, что с великим трудом удалось удержать более или менее в приличных рамках революционное движение, но положение ещё не пришло в себя и весьма возможна гражданская война. С регентством великого князя и воцарением наследника цесаревича помирились бы может быть, но воцарение его как императора абсолютно неприемлемо. Прошу вас принять все зависящие от вас меры, чтобы достигнуть отсрочки… прошу вас, в случае прорыва сведений о манифесте в публику и в армию, по крайней мере, не торопиться с приведением войск к присяге.

Родзянко пояснил, что его настоятельная просьба вызвана масштабами народного недовольства, которое привело к избиению офицеров, антимонархическим настроениям и анархии: 
Вспыхнул неожиданно для всех нас такой солдатский бунт, которому ещё подобных я не видел и которые, конечно, не солдаты, а просто взятые от сохи мужики и которые все свои мужицкие требования нашли полезным теперь заявить. Только слышно было в толпе — «земли и воли», «долой династию», «долой Романовых», «долой офицеров» и начались во многих частях избиения офицеров. К этому присоединились рабочие, и анархия дошла до своего апогея. После долгих переговоров с депутатами от рабочих удалось прийти только к ночи сегодня к некоторому соглашению, которое заключается в том, чтобы было созвано через некоторое время Учредительное собрание для того, чтобы народ мог высказать свой взгляд на форму правления, и только тогда Петроград вздохнул свободно, и ночь прошла сравнительно спокойно. Войска мало-помалу в течение ночи приводятся в порядок, но провозглашение императором великого князя Михаила Александровича подольет масла в огонь, и начнется беспощадное истребление всего, что можно истребить. Мы потеряем и упустим из рук всякую власть, и усмирить народное волнение будет некому.
По словам Родзянко, до созыва Учредительного собрания (не ранее чем через полгода) власть планируется сосредоточить в руках Временного комитета Государственной думы, уже сформированного ответственного министерства, при сохраняющемся функционировании обеих законодательных палат.
По словам Г. М. Каткова, как только Алексееву стали ясны необратимые последствия действий, которые он совершил 2 марта, Алексеев понял, что основывался на неполной и искажённой информации о положении в Петрограде, что его провели и заставили играть в чужой игре. Разочарование его было сильным и глубоким, а о рассылке телеграммы № 1872 он, по словам К. М. Александрова, сожалел до самой смерти. Своими действиями генералы не только не помогли Родзянко, на основании слов которого они действовали, укрепить свой авторитет и власть, но фактически содействовали созданию Временного правительства, не связанного никакой парламентской ответственностью и не способного помешать революционному брожению перекинуться на армию и фронт.

Информируя главнокомандующих фронтами о неожиданном развитии событий, Алексеев делает следующие выводы:
Первое — в Государственной думе и её Временном комитете нет единодушия; левые партии, усиленные советом рабочих депутатов, приобрели сильное влияние.
Второе — на председателя Думы и Временного комитета Родзянко левые партии и рабочие депутаты оказывают мощное давление, и в сообщениях Родзянко нет откровенности и искренности.
Третье — цели господствующих над председателем партий ясно определились из вышеприведенных пожеланий Родзянко.
Четвертое — войска Петроградского гарнизона окончательно распропагандированы рабочими депутатами и являются вредными и опасными для всех, не исключая умеренных элементов Временного комитета.
Очерченное положение создает грозную опасность более всего для действующей армии, ибо неизвестность, колебания, отмена уже объявленного манифеста могут повлечь шатание умов в войсковых частях и тем расстроить способность борьбы с внешним врагом, а это ввергнет Россию безнадежно в пучину крайних бедствий, повлечет потерю значительной части территории и полное разложение порядка в тех губерниях, которые останутся за Россией, попавшей в руки крайних левых элементов.
Получив от его императорского высочества великого князя Николая Николаевича повеление в серьёзных случаях обращаться к нему срочными телеграммами, доношу ему все это, испрашиваю указаний, присовокупляя: первое — суть настоящего заключения сообщить председателю Думы и потребовать осуществления манифеста во имя Родины и действующей армии; второе — для установления единства во всех случаях и всякой обстановке созвать совещание главнокомандующих в Могилеве… Такое совещание тем более необходимо, что только что получил полуофициальный разговор по аппарату между чинами морского главного штаба, суть коего: обстановка в Петрограде 2 марта значительно спокойней, постепенно все налаживается, слухи о резне солдатами офицеров — сплошной вздор, авторитет временного правительства, по-видимому, силен; следовательно, основные мотивы Родзянко могут оказаться неверными и направленными к тому, чтобы побудить представителей армии неминуемо присоединиться к решению крайних элементов как к факту совершившемуся и неизбежному. Коллективный голос высших чинов армии и их условия должны, по-моему мнению, стать известными всем и оказать влияние на ход событий.
Согласно воспоминаниям генерала Лукомского, отправив телеграмму, Алексеев удалился в свой кабинет и сказал ему: «Я никогда не прощу себе, что поверил в искренность некоторых людей, что пошёл за ними и что послал телеграмму об отречении императора главнокомандующим». С. Мельгунов, однако, по словам Каткова, теорию об «обманутых генералах» считал преувеличением. Он полагал, что генералы прекрасно понимали, что Дума не имеет никакой власти над революционным движением, а непоследовательность и метания Родзянко, который одновременно и настаивал, чтобы выполняли его указания, и говорил, что сам боится ареста, не могла не возбудить подозрений.
Попытка Алексеева организовать в Ставке чрезвычайное совещание высших начальников — «генеральскую хунту» — «для установления единства во всех случаях и во всякой обстановке» и оказания давления на «виляющее правительство», однако, не получила поддержки даже у генерала Рузского, а великий князь Николай Николаевич, вновь назначенный Верховным главнокомандующим, прокомментировал его инициативу вполне определённо: «В сношениях с правительством выразителем объединённого мнения Армии и Флота, но не коллегиального мнения главнокомандующих, должен быть я». Алексеев долго ждал приезда великого князя Николая Николаевича в Ставку из Тифлиса, но когда тот всё же приехал, Алексееву уже было известно о решении Временного правительства отменить его назначение, поскольку члены семьи Романовых были лишены права служить при новом строе. Великого князя попросили подать в отставку, что он немедленно и сделал. Да и Николай II 8 (21) марта 1917 года в своём прощальном приказе войскам завещал «сражаться до победы» и «повиноваться Временному правительству» (генерал Алексеев передал текст приказа в Петроград, однако Временное правительство под давлением Петросовета отказалось публиковать его).
Вскоре после полуночи с 2 на 3 марта императорский поезд двинулся из Пскова не в Царское Село, а обратно в Ставку. Император хотел попрощаться с генералами и встретиться с матерью, которая специально для этого приехала из Киева.

А тем временем слухи о событиях в Петрограде начали распространяться по всей стране и достигли фронта. Для поддержания духа солдат необходимо было немедленное выяснение вопроса о присяге. Положение генерала Алексеева и главнокомандующих фронтами стало ещё более затруднительным вследствие того, что великий князь Николай Николаевич, назначенный Верховным главнокомандующим, получив извещение об отречении Николая II, сразу же стал критиковать и манифест об отречении, и решение Временного правительства созвать Учредительное собрание. В телеграмме Алексееву, посланной вечером 3 марта, он писал:
Ожидал манифест о передаче престола наследнику цесаревичу с регентством великого князя Михаила Александровича. Что же касается сообщенного вами сегодня утром манифеста о передаче престола великому князю Михаилу Александровичу, то он неминуемо вызовет резню. Вопрос же об Учредительном собрании считаю для блага России и победоносного конца войны совершенно неприемлемым.
По оценке Каткова, в том затруднительном положении, в котором оказался Алексеев, ему, очевидно, хотелось воцарения великого князя Михаила согласно акту об отречении, подписанному Николаем II. Однако думские деятели, которых он деятельно поддержал накануне, теперь оказались недоступными. С Родзянко Алексееву не удавалось связаться до самого позднего вечера. Когда же, наконец, около 6 часов вечера он связался с Гучковым и стал настаивать на договорённости «с тем, кто вступит на престол», его известили, что договорённость уже достигнута — на условиях, о которых он мог лишь сожалеть. Не в состоянии сдержать свои чувства, Алексеев спросил Гучкова: «Неужели нельзя было убедить великого князя принять временно до созыва Собрания власть? Это сразу внесло бы определённость в положение… Трудно предусмотреть, как примет стоящая в окопах масса манифест 3 марта. Разве не может она признать его вынужденным со стороны? Теперешнюю действующую армию нужно беречь и беречь от всяких страстей в вопросах внутренних. Хотя бы непродолжительное вступление на Престол великого князя сразу внесло бы и уважение к воле бывшего Государя, и готовность великого князя послужить своему Отечеству в тяжёлые переживаемые им дни… Уверен, что на армию это произвело бы наилучшее бодрящее впечатление. Через полгода же все выяснится ближе, лучше, и всякие изменения протекут не столь болезненно, как теперь». Отказ великого князя от принятия верховной власти, с точки зрения генерала, был роковой ошибкой, гибельные последствия которой для фронта начали сказываться с первых же дней.
Вечером 3 марта Николая II на платформе в Могилёве встретили генерал Алексеев и все другие генералы и штаб-офицеры Ставки. Уже в Ставке вечером Алексеев сообщил императору полученное им от Родзянко известие об отказе великого князя Михаила Александровича от престола.
На следующее утро состоялось обычное совещание с Алексеевым. После него Алексеев передал Временному правительству «просьбу» или «пожелание» императора, чтобы ему разрешили вернуться в Царское Село, дождаться там выздоровления детей, а затем всей семьёй выехать в Англию через Мурманск. Правительство приняло все три пункта.
Согласно мемуарам Деникина, Алексеев доверительно сообщил ему, что, прибыв в Ставку, император сказал ему, что переменил своё прежнее решение и просит известить Временное правительство, что он теперь хочет отречься в пользу сына. Николай II якобы дал Алексееву соответствующую телеграмму, адресованную Временному правительству. Телеграмма, однако, так и не была отправлена Алексеевым. Алексеев, не выполнив просьбу императора и намеренно её скрыв, объяснял это впоследствии тем, что было уже слишком поздно что-то менять, так как уже были опубликованы манифест об отречении Николая II и акт об отказе Михаила Александровича от восприятия верховной власти (историк В. М. Хрусталёв назвал эти объяснения «неубедительными», поскольку документы об обоих отречениях — Николая и Михаила — были опубликованы только на следующий день, 4 марта). По словам Деникина, этот документ хранился у Алексеева до конца мая 1918 года, когда он, передавая верховное командование Добровольческой армией, передал Деникину и упомянутую телеграмму. Схожая информация об этом документе содержится и в воспоминаниях подполковника Ставки Верховного главнокомандующего В. М. Пронина «Последние дни царской Ставки (24 февраля — 8 марта 1917 г.)»:376—377. С. Мельгунов, однако, подвергал сомнению версию Деникина о некой новой телеграмме. Он указывал на то, что телеграмма с извещением об отречении в пользу сына была составлена Николаем II сразу после полудня 2 марта в Пскове, но не была отправлена и впоследствии действительно была обнаружена советскими историками в архивах Ставки. Когда к вечеру того же дня в Псков прибыли думские депутаты Гучков и Шульгин, Николай II к этому времени уже переменил решение и объявил об отречении в пользу брата. Мельгунов считает, таким образом, что телеграмма, о которой Алексеев говорил Деникину, была именно та, которую император составил 2 марта (более подробно см. статью Отречение Николая II).
Остальную часть своего пребывания в Ставке император провёл главным образом в беседах с матерью.
8 марта в Могилёве ожидали специальную комиссию во главе с комиссаром Временного правительства А. А. Бубликовым, которая должна была доставить бывшего императора в Царское Село. Утром в зале губернаторского дома, где жил император, состоялось прощание, на котором присутствовали все офицеры Ставки и по одному солдату от каждой части. Приехавшие думские комиссары сообщили Алексееву, что Временное правительство постановило арестовать бывшего императора. Император уехал в Царское Село в одном поезде с думскими комиссарами и с отрядом из десяти солдат, которых отдал под их начальство генерал Алексеев.
14 (27) марта 1917 года генерал Алексеев в записке Временному правительству обобщает реакцию фронтов и флотов на отречение:
На Северном фронте: происшедшая перемена и отречение Государя от престола — приняты сдержанно и спокойно. Многие к отречению Императора Николая II и к отказу от престола великого князя Михаила Александровича отнеслись с грустью и сожалением. По некоторым данным можно судить, что многим солдатам манифесты были непонятны, и они ещё не успели разобраться в наступивших событиях. Во 2-м Сибирском корпусе 12-й армии: возбужден целый ряд вопросов относительно могущих произойти последствий. Были некоторые голоса, что без царя обойтись нельзя и надо поскорее выбирать государя, что евреев нельзя иметь офицерами, что необходимо наделить крестьян землёй при помощи крестьянского банка. […] В сибирской казачьей дивизии Сводного корпуса манифесты произвели удручающее впечатление. Некоторыми выражалась надежда, что Государь не оставит своего народа и вернется к ним. Для части солдат это впечатление смягчалось тем, что Император Николай II преемником себе назначил великого князя Михаила Александровича, что Россия — ещё не республика, относительно которой высказывались отрицательно. Однако, сам переход к новой власти казаками Сибирской казачьей дивизии принят с полной покорностью. На Румынском фронте происшедшие перемены войсками встречены спокойно. Отречение Императора Николая II на офицеров 9-й армии произвело тягостное впечатление. В 4-й армии большинство преклоняется перед высоким патриотизмом и самопожертвованием Государя, выразившемся в акте отречения. Здесь же манифест великого князя Михаила Александровича встречен с недоумением и вызвал массу толков и даже тревогу за будущий образ правления […] В Кавказской армии к перемене строя войска отнеслись спокойно. В Балтийском флоте переход к новому строю воспринят восторженно. В Черноморском флоте последние события встречены спокойно.

### После присяги Временному правительству

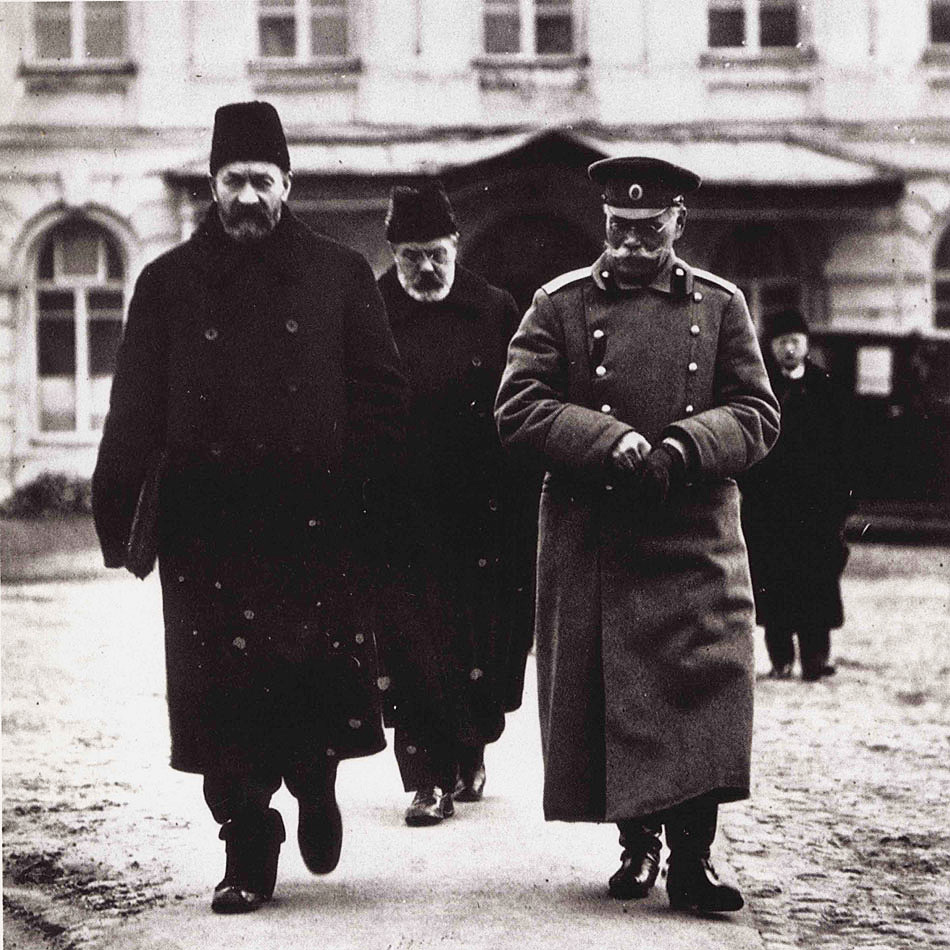
Начальник штаба Ставки Верховного главнокомандующего генерал Алексеев, Председатель Временного правительства князь Львов и военный министр Гучков. Ставка Верховного главнокомандующего. Весна 1917.

Несочувствие генерала задуманной Гучковым массовой генеральской чистке «с одного маха» стало причиной колебаний правительства в вопросе назначения Алексеева Верховным главнокомандующим Русской армии: генерал получил это назначение только через месяц, 2 апреля 1917 года.
Находясь на этом посту до 21 мая 1917 года, пытался остановить развал армии, выступал против Советов и солдатских комитетов в армии, старался уберечь солдат от «агитаторов» и восстановить старую власть офицерства.
После провала Корниловского выступления в августе 1917, чтобы спасти генерала Корнилова и его сторонников, согласился возглавить Ставку:
«…ради спасения жизни корниловцев, решился принять на свою седую голову бесчестие — стать начальником штаба у „главковерха“ Керенского».
Согласился произвести арест генерала Корнилова и его сподвижников (генералов Романовского, Лукомского и ряд старших офицеров, взятых под следствие и помещенных в г. Быхове в здании монастыря) в Ставке, что и сделал 1 сентября 1917 года. По свидетельству командира Корниловского ударного полка Генерального штаба капитана М. О. Неженцева «встретились они [Алексеев и Корнилов] чрезвычайно трогательно и по-дружески» Корниловцам, помещённым в здании Быховской тюрьмы, генерал Алексеев постарался обеспечить максимальную безопасность. Тем не менее, этот эпизод оказался неоценённым генералом Корниловым и впоследствии уже на Дону весьма негативно сказался на отношениях двух генералов-руководителей молодой Добровольческой армии.
Всего неделей позже генерал Алексеев ушёл в отставку; об этих нескольких днях своей жизни генерал говорил впоследствии всегда с глубоким волнением и скорбью. Своё отношение к корниловцам Михаил Васильевич выразил в письме редактору «Нового времени» Б. А. Суворину таким образом:

Россия не имеет права допустить готовящегося в скором времени преступления по отношению её лучших, доблестных сынов и искусных генералов. Корнилов не покушался на государственный строй; он стремился, при содействии некоторых членов правительства, изменить состав последнего, подобрать людей честных, деятельных и энергичных. Это не измена родине, не мятеж…

### Гражданская война

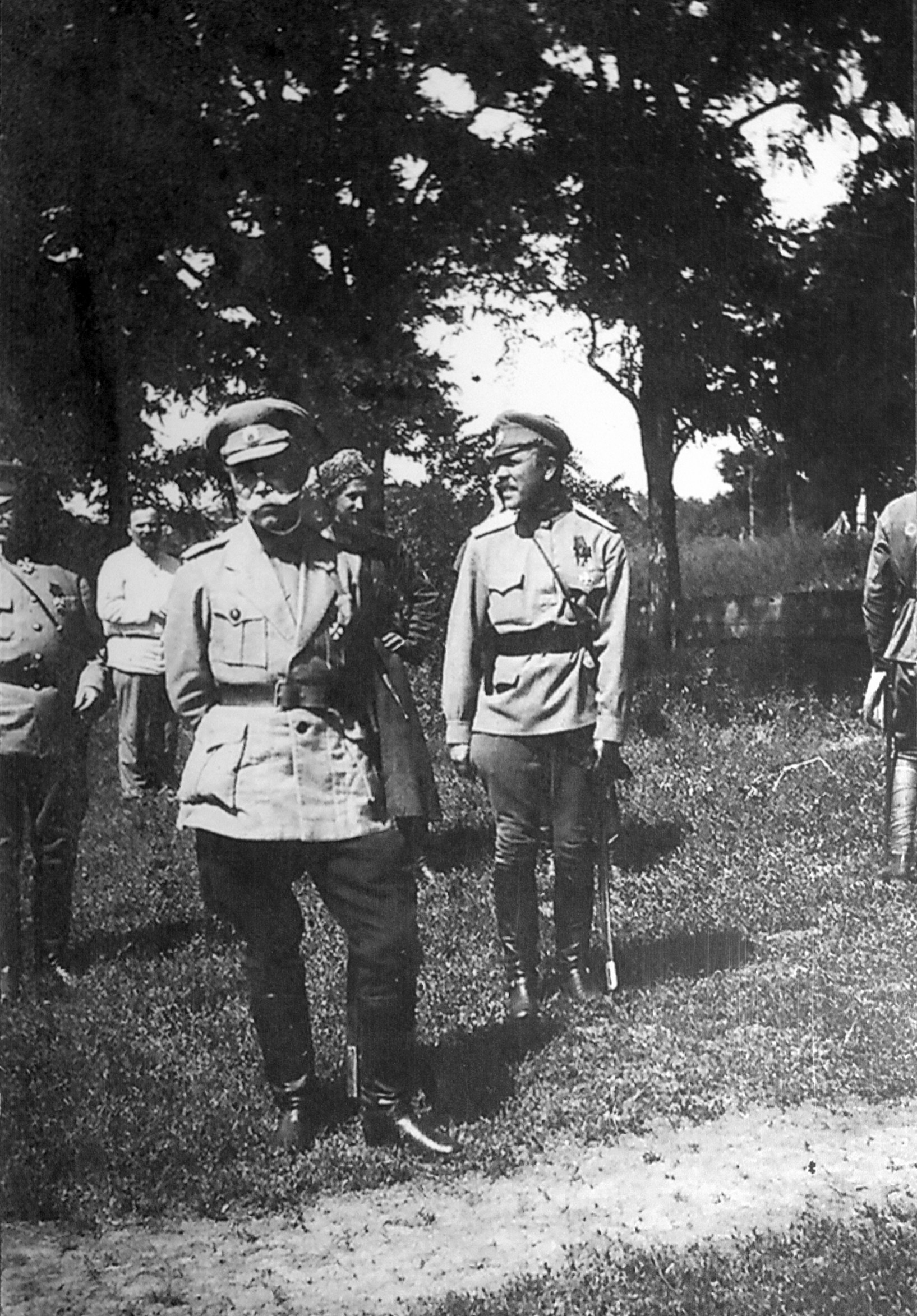
Верховный руководитель Добровольческой армии М. В. Алексеев незадолго до смерти (1918)

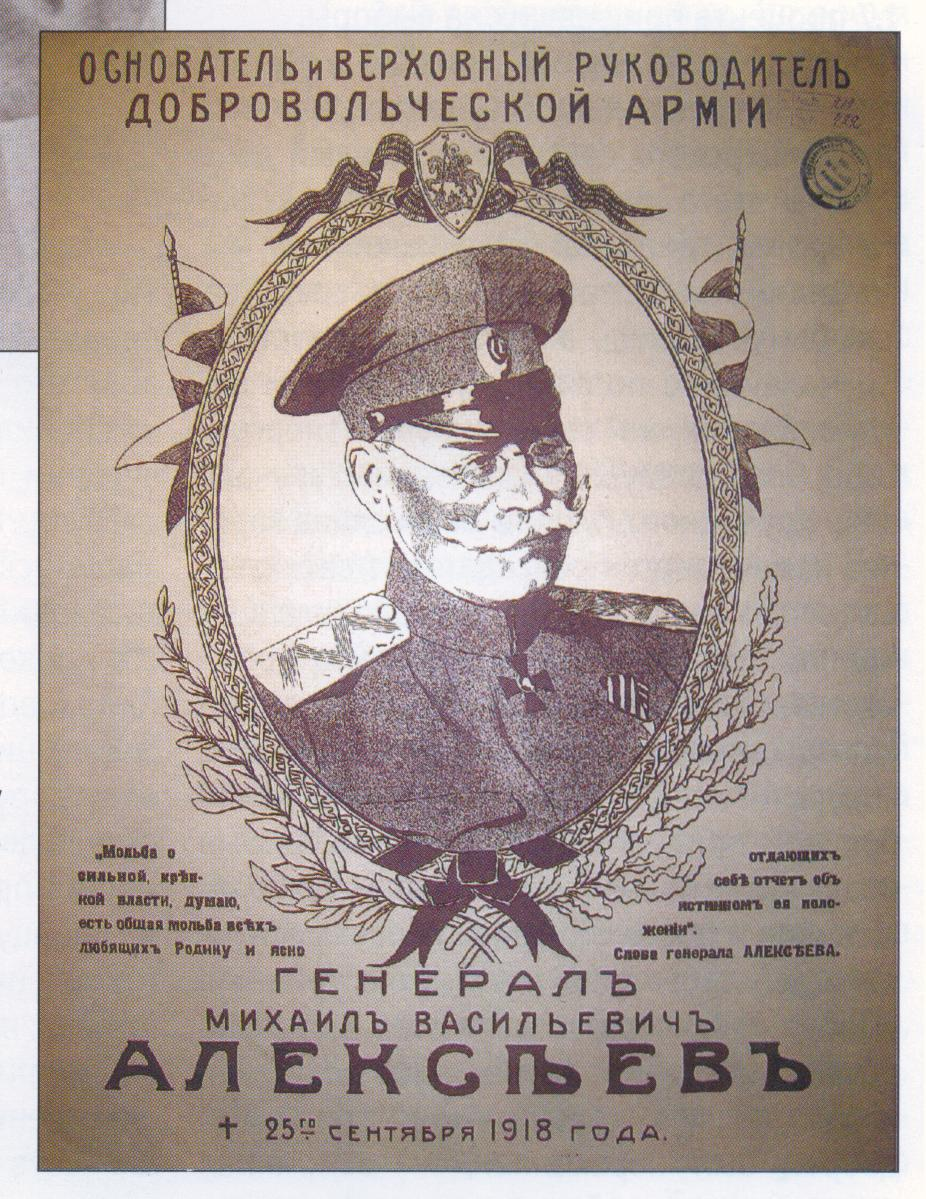
Посмертный плакат ВСЮР

Октябрьскую революцию Алексеев встретил в Петрограде, проживая на Галерной улице, в квартире, специально снятой для него Советом общественных деятелей, занимаясь подготовительными работами по созданию «кадра новой армии» — так называемой «Алексеевской организации», которая в качестве «организованной военной силы … могла бы противостоять надвигающейся анархии и немецко-большевистскому нашествию». 22 октября (4 ноября) он отправил своей жене в Смоленск письмо, в котором были такие строки:248: 

Никогда ещё не охватывала мою душу такая давящая тоска, как в эти дни, дни какого-то бессилия, продажности, предательства. Всё это особенно чувствуется здесь, в Петрограде, ставшем осиным гнездом, источником нравственного, духовного разложения государства. Как будто по чьему-то приказу исполняется чей-то предательский план, власть в полном значении слова бездействует и ничего не хочет делать, зато говоренья бесконечно много… Предательство явное, предательство прикрытое господствует на всём.
В день октябрьского выступления большевиков Алексеев, не зная о происходящем в городе, пошёл на заседание Предпарламента, но не был впущен в Мариинский дворец конвоем, выставленным большевиками. Алексеев направился в штаб Петроградского округа, где ему порекомендовали срочно скрыться: в городе появились расклеенные листовки с призывом арестовать генерала. Близкие знакомые Алексеева — С. С. Щетинин с женой Натальей Павловной — спрятали генерала у себя на квартире. Затем его перевезли на квартиру графини Сиверс, так как, выйдя от Щетининых на улицу 29 октября (11 ноября), он был узнан случайным прохожим. Были куплены железнодорожные билеты до Ростова, и вечером 30 октября (12 ноября) Алексеев, сама Щетинина, полковник Веденяпин и ротмистр А. Г. Шапрон отправились на железнодорожный вокзал. Шапрон так вспоминал об этом моменте:249:

Тяжело и странно было смотреть на генерала Алексеева в столь несвойственной ему штатской одежде, особенно той, которой ему пришлось пользоваться за неимением времени достать что-либо более подходящее. Генерал был одет в очень потёртое осеннее пальто тёмно-шоколадного цвета с небольшими тёмными крапинами. Оно крайне неуклюже сидело на нём. Из-под не по росту длинного пальто виднелись чёрные брюки, бахрома оконечностей которых ярко очерчивала военные сапоги. Голову его покрывала синяя фетровая шляпа, опоясанная чёрную лентою, которую генерал как-то особенно глубоко напялил на голову с наклоном на правый бок. Передняя часть шляпы доходила до бровей, отчего неестественно поднималась задняя её часть, придавая столь непривычный и резко бросающийся в глаза вид.
Алексеев путешествовал по паспорту отца Щетининой, тайного советника в отставке. Его сопровождали Щетинина, полковник Веденяпин (с документами Щетинина) и Шапрон. В поезде Алексеев был несколько раз опознан случайными пассажирами, но до Ростова добрались благополучно:250.
В это время на Дону существовало военное положение, введённое 26 октября (8 ноября) года атаманом Войска Донского генералом А. М. Калединым в связи с сообщением о вооружённом восстании в Петрограде. Войсковое правительство приняло на себя всю полноту государственной власти в области, ликвидировав все Советы в городах Донской области.
Атаман Каледин, с которым генерал Алексеев встретился сразу же по прибытии в Новочеркасск, отказал ему в просьбе «дать приют русскому офицерству». Каледин сослался на то, что казаки-фронтовики устали от войны и ненавидят «старый режим», а потому донские полки, что возвращаются с фронта, защищать Донскую область от большевиков не желают и расходятся по домам. Каледин попросил Алексеева «не задерживаться в Новочеркасске более недели» и перенести формирование добровольческих сил за пределы области. Несмотря на холодный приём, Алексеев немедленно приступил к практическим шагам. Уже 2 (15) ноября он опубликовал воззвание к офицерам, призывая их «спасти Родину».
Через месяц к этой деятельности подключился генерал Л. Г. Корнилов, прибывший на Дон 6 (19) декабря. «Алексеевская организация» стала ядром Добровольческой армии. Видение самим Алексеевым смысла его работы передаёт его письмо Дитерихсу (начальнику штаба Главковерха Духонина) от 8 (21) ноября:

Приехал в Новочеркасск, имея в виду не только найти временный приют, но и начать работу… Как от масляной капли начнёт распространяться пятно желаемого содержания и ценности… из этой цитадели должна затем начаться борьба за экономическое спасение наше от немца… создать сильную власть сначала местного значения, а затем общегосударственного… приступить к формированию реальной, прочной, хотя и небольшой силы, вооружённой для будущей активной политики. Элементы имеются: много офицеров, часть юнкеров и гардемарин из разгромленных училищ… наконец добровольцы… Погибнуть мы всегда успеем, но раньше нужно сделать всё достижимое, чтобы и гибнуть со спокойной совестью.
Генерал Алексеев участвовал в Первом и Втором кубанских походах Добровольческой армии, в которой принял на себя гражданское и финансовое управление, внешние сношения и позже пост Верховного руководителя Добровольческой армии (1917−1918 годы).
Провёл работу по организации военно-политических структур не только Добровольческой армии, но и всего антибольшевистского сопротивления на территории Европейской России (особенно в организации антисоветского подполья в крупных городах). Выступал с позиций необходимости восстановления монархии, но при этом понимал, что провозглашение этого лозунга в 1918 году, в условиях ещё «непережитой революции», связано с немалым политическим риском.
Категорически осуждал любые формы сотрудничества т. н. «государственных образований» со странами Четверного союза и декларировал принципы «верности союзническим обязательствам России в войне».
На Уфимском государственном совещании в сентябре 1918 года заочно был избран заместителем генерала Болдырева в формирующемся Всероссийском Временном Правительстве — Директории.
Ветеран добровольческого движения полковник Мезерницкий так вспоминал внешность ген. Алексеева в 1918 году:

Маленький старичок с курносым носиком и добрыми, умными и печальными глазами, в стареньком засаленном кителе. Это был идеалист, принесший все на алтарь родины, ничего не требующий для себя и веривший, что и другие поступят так же, как и он.

## Смерть и память

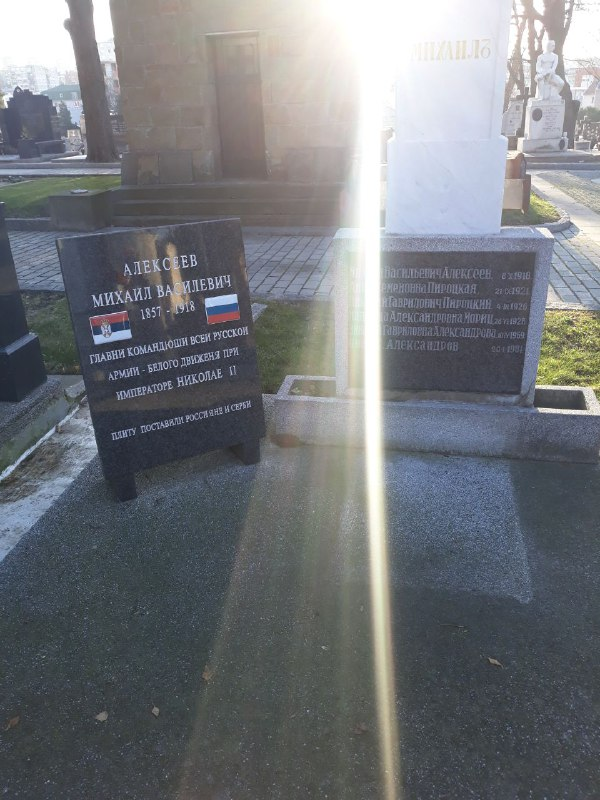
Могила генерала Алексеева на Новом кладбище в Белграде

Скончался 8 октября 1918 года от воспаления лёгких и после двухдневного многотысячного прощания был похоронен в усыпальнице Екатерининского собора в Екатеринодаре.
При отступлении белых войск в начале 1920 года прах генерала по просьбе его вдовы был вывезен в Сербию родственниками и сослуживцами, которые опасались осквернения его могилы большевиками, и перезахоронен в Белграде. В годы коммунистического правления, чтобы избегнуть уничтожения могилы родоначальника и вождя Белого дела, могильная плита на его могиле была заменена на другую, на которой лаконично было написано только два слова: «Воин Михаил».
В 2010 году стараниями петербургской общественной организации «Белое дело» могила Алексеева была дополнена новой плитой, «от русских людей в год 90-летия завершения Белой борьбы на Юге России» — как указано на ней — на которой начертаны его полное имя и перечислены основные заслуги перед Россией. В день установки плиты, 12 сентября 2010 года, от инициаторов обновления памятника, на могилу был возложен венок с надписью «Не видели, но знали и любили».

## Семья
Михаил Васильевич Алексеев был женат с 1891 года на Анне Николаевне (в девичестве Пироцкой) (ум. 14.07.1960). У них было 3 детей: Николай (род. 1891) (офицер), Клавдия (1893—1925 (по другим данным 1929)), Вера (в замужестве Борель) (1899—1992).
Сестра — Мария Васильевна (род. 1864).

## Алексеевские части
- Именем генерала Алексеева была названа Алексеевская дивизия в Добровольческой армии на Дону.
- В Сибири имя генерала Алексеева носил Алексеевский гусарский полк Оренбургской армии атамана Дутова[61].
- Линкор Черноморского флота Российской империи «Император Александр III» в 1919 году был переименован в «Генерал Алексеев» в честь покойного генерала.

## Военные чины
- Вступил в службу (22.11.1873)
- Прапорщик (01.12.1876)
- Подпоручик (31.10.1878)
- Поручик «за отличие по службе» (25.01.1881)
- Штабс-капитан «за отличие по службе» (15.05.1883)
- Капитан (13.05.1890)
- Подполковник (30.08.1894)
- Полковник «за отличие по службе» (05.04.1898)
- Генерал-майор «за отличие по службе» (30.10.1904)
- Генерал-лейтенант «за отличие по службе» (30.10.1908)
- Генерал от инфантерии «за боевые отличия» (24.09.1914)

## Награды
- Орден Святой Анны 4 степени «За храбрость» (1878)
- Орден Святого Станислава 3 степени с мечами и бантом (1879)
- Орден Святой Анны 3 степени с мечами и бантом (1879)
- Орден Святого Станислава 2 степени (1892)
- Орден Святой Анны 2 степени (1896)
- Орден Святого Владимира 4 степени с мечами и бантом (1900)
- Орден Святого Владимира 3 степени (1901)
- Орден Святого Станислава 1 степени с мечами (1905)
- Золотое оружие с надписью «За храбрость» (ВП 23.04.1906)
- Орден Святой Анны 1 степени (1906)
- Орден Святого Владимира 2 степени (6.12.1911)
- Орден Святого Георгия 4 степени (ВП 06.09.1914)
- Орден Белого орла (ВП 20.01.1915)

Иностранные
- румынский крест «За переход через Дунай»
- прусский орден Короны 4 ст. (1890)
- французский орден Почётного легиона, офицерский крест (1903)
- французский орден Почётного легиона, большой крест (18 ноября (1 декабря) 1915)[62]
- британский орден Святого Михаила и Святого Георгия, рыцарь Большого креста (1916)[63]

## Киновоплощения
- 1958 — «В дни Октября», СССР. В роли Алексеева — Михаил Трояновский
- 1971 — «Николай и Александра», США. В роли Алексеева — Рой Дотрис
- 2000 — «Романовы. Венценосная семья», Россия. В роли Алексеева — Юрий Каюров